# Liste der Baudenkmale in Borkum
Die Liste der Baudenkmale in Borkum, Stadt - Borkum enthält die nach dem Niedersächsischen Denkmalschutzgesetz geschützten Baudenkmale in der niedersächsischen Gemeinde Borkum. Grundlage ist die veröffentlichte Denkmalliste des Landkreises (Stand: 25. Juli 2016).
Baudenkmale sind „im Sinne des Gesetzes Bodendenkmale, bewegliche Denkmale und Denkmale der Erdgeschichte.“

## Legende
In den Spalten befinden sich folgende Informationen:
- Lage: die Adresse des Baudenkmales und die geographischen Koordinaten. Kartenansicht, um Koordinaten zu setzen. In der Kartenansicht sind Baudenkmale ohne Koordinaten mit einem roten Marker dargestellt und können in der Karte gesetzt werden. Baudenkmale ohne Bild sind mit einem blauen Marker gekennzeichnet, Baudenkmale mit Bild mit einem grünen Marker.
- Bezeichnung: Bezeichnung des Baudenkmales
- Beschreibung: die Beschreibung des Baudenkmales. Unter § 3 Abs. 2 NDSchG werden Einzeldenkmale und unter § 3 Abs. 3 NDSchG Gruppen baulicher Anlagen und deren Bestandteile ausgewiesen.
- ID: die Objekt-ID des Baudenkmales
- Bild: ein Bild des Baudenkmales, ggf. zusätzlich mit einem Link zu weiteren Fotos des Baudenkmals im Medienarchiv Wikimedia Commons. Wenn man auf das Kamerasymbol klickt, können Fotos zu Baudenkmalen aus dieser Liste hochgeladen werden:

## Baudenkmale
| Lage | Bezeichnung                                                         | Beschreibung | ID               | Bild |
| --- | ------------------------------------------------------------------- | --- | ---------------- | --- |
| Franzosenschanze, Flurstück: 030601-015-00037/002 53° 35′ 14″ N, 6° 40′ 42″ O                                   | Befestigungsanlage (Franzosenschanze)                               | Befestigungsanlage (Franzosenschanze). Ehemalige Befestigungsanlage bestehend aus Umwallung und Graben. Bedeutung: historisch. Wesentliche Begründung: 1.03 geschichtliche Bedeutung im Rahmen von Nationalgeschichte. Einzeldenkmal gemäß § 3.2 NDSchG | 457002.00018     | BW |
| Alter Postweg 2, Flurstück: 030601-009-00446/019 53° 35′ 17″ N, 6° 39′ 47″ O                                    | Geschäftshaus                                                       | Geschäftshaus. Zweigeschossiger schmaler Putzbau unter Flachdach, im Süden an das Hotel Rummeni (Georg-Schütte-Platz 2) angebaut. Erdgeschoss mit Fugenschnitt und profilierten Fensterlaibungen. Erbaut um 1910. Bedeutung: städtebaulich. Wesentliche Begründung: 4.4 Gruppe gemäß § 3.3 NDSchG; in Gruppe baulicher Anlagen: 457002Gr0002 | 457002.00175     | BW |
| Alter Postweg 4, Flurstück: 030601-009-00206/019 53° 35′ 17″ N, 6° 39′ 45″ O                                    | Pavillon (Verkaufspavillon)                                         | Pavillon (Verkaufspavillon). Ladengruppe, eingeschossiger Putzbau mit Flachdach, Sparrenköpfe auf Knaggen. Wandflächen gegliedert durch Scheinquaderung und Risalite. Eckausbildung – gedrungener Zwiebelturmaufsatz. Ende 19. Jahrhundert. Bedeutung: historisch, wissenschaftlich, städtebaulich. Wesentliche Begründung: 4.1 Gruppe gemäß § 3.3 NDSchG; in Gruppe baulicher Anlagen: 457002Gr0017 | 457002.00003     | BW |
| Alter Postweg 6 Flurstück: 030601-009-00206/019 53° 35′ 17″ N, 6° 39′ 46″ O                                     | Verkaufspavillon                                                    | Verkaufspavillon. Ladengruppe, eingeschossiger Putzbau mit Flachdach, Sparrenköpfe auf Knaggen. Wandflächen gegliedert durch Scheinquaderung und Risalite. Eckausbildung – gedrungener Zwiebelturmaufsatz. Ende 19. Jahrhundert. Bedeutung: historisch, wissenschaftlich, städtebaulich. Wesentliche Begründung: 4.1 Gruppe gemäß § 3.3 NDSchG; in Gruppe baulicher Anlagen: 457002Gr0017 | 457002.00004     | BW |
| Alter Postweg 8. Flurstück: 030601-009-00206/019 53° 35′ 17″ N, 6° 39′ 45″ O                                    | Pavillon (Verkaufspavillon)                                         | Pavillon (Verkaufspavillon). Ladengruppe, eingeschossiger Putzbau mit Flachdach, Sparrenköpfe auf Knaggen. Wandflächen gegliedert durch Scheinquaderung und Risalite. Eckausbildung – gedrungener Zwiebelturmaufsatz. Ende 19. Jahrhundert. Bedeutung: historisch, wissenschaftlich, städtebaulich. wesentliche Begründung: 4.1. Gruppe gemäß § 3.3 NDSchG; in Gruppe baulicher Anlagen: 457002Gr0017 | 457002.00005     | BW |
| Alter Postweg 10. Flurstück: 030601-009-00206/019 53° 35′ 17″ N, 6° 39′ 45″ O                                   | Pavillon (Verkaufspavillon)                                         | Pavillon (Verkaufspavillon). Ladengruppe, eingeschossiger Putzbau mit Flachdach, Sparrenköpfe auf Knaggen. Wandflächen gegliedert durch Scheinquaderung und Risalite. Eckausbildung – gedrungener Zwiebelturmaufsatz. Ende 19. Jahrhundert. Bedeutung: historisch, wissenschaftlich, städtebaulich. Wesentliche Begründung: 4.1 Gruppe gemäß § 3.3 NDSchG; in Gruppe baulicher Anlagen: 457002Gr0017 | 457002.00006     | BW |
| Am Georg-Schütte-Platz. Flurstück: 030601-ck 53° 35′ 15″ N, 6° 39′ 46″ O                                        | Salonwagen, Nr. 38 (Borkumer Kleinbahn [Inselbahn])                 | Salonwagen, Nr. 38 (Borkumer Kleinbahn [Inselbahn]). Kaiserwagen erbaut 1905 von der Firma Carl Weyer & Co., 1974 außer Dienst gestellt, seit neustem wieder in Betrieb. Bedeutung: historisch, wissenschaftlich. Wesentliche Begründung: 1.11 geschichtliche Bedeutung aufgrund des Zeugnis- und Schauwertes für Wirtschafts- und Technikgeschichte. Einzeldenkmal gemäß § 3.2 NDSchG; in Gruppe baulicher Anlagen: 457002Gr0016 | 457002.00126     | Weitere Bilder |
| Am Georg-Schütte-Platz. Flurstück: 030601-009-00019/086 53° 35′ 14″ N, 6° 39′ 46″ O                             | Bahntrasse (Bahntrasse der Borkumer Kleinbahn)                      | Bahntrasse (Bahntrasse der Borkumer Kleinbahn). Die betriebsfähige Anlage auf alter Trassenführung zwischen Bahnhof und Reede ist mit dem originalen Wagenbestand ein seltenes Beispiel für eine Kleinbahnanlage. Bedeutung: historisch, wissenschaftlich. Wesentliche Begründung: 1.11 geschichtliche Bedeutung aufgrund des Zeugnis- und Schauwertes für Wirtschafts- und Technikgeschichte. Konstituierender Bestandteil einer Gruppe gemäß § 3.3 NDSchG | 457002.00144     | Weitere Bilder |
| Am Georg-Schütte-Platz. Flurstück: 030601-ck 53° 35′ 14″ N, 6° 39′ 46″ O                                        | Gesellschaftswagen, Nr. 1 (Borkumer Kleinbahn [Inselbahn])          | Gesellschaftswagen, Nr. 1 (Borkumer Kleinbahn [Inselbahn]). Gesellschaftswagen von 1922 (Görlitz, 1947 als Personenwagen vom Marine-Artillerie-Zeugamt Borkum angekauft und 1984 zum Gesellschaftswagen umgebaut). Bedeutung: historisch, wissenschaftlich. Wesentliche Begründung: 1.11 geschichtliche Bedeutung aufgrund des Zeugnis- und Schauwertes für Wirtschafts- und Technikgeschichte. Einzeldenkmal gemäß § 3.2 NDSchG; in Gruppe baulicher Anlagen: 457002Gr0016                                                                                        | 457002.00145     | Weitere Bilder |
| Am Georg-Schütte-Platz. Flurstück: - 53° 35′ 15″ N, 6° 39′ 46″ O                                                | Personenwagen, Nr. 104 (Borkumer Kleinbahn [Inselbahn])             | Personenwagen, Nr. 104 (Borkumer Kleinbahn [Inselbahn]). Wagen 1909 für die Bielefelder Kreisbahn erbaut und nach deren Stilllegung 1955 für die Inselbahn angekauft. Bedeutung: Historisch, wissenschaftlich. Wesentliche Begründung: 1.11 geschichtliche Bedeutung aufgrund des Zeugnis- und Schauwertes für Wirtschafts- und Technikgeschichte. Einzeldenkmal gemäß § 3.2 NDSchG; in Gruppe baulicher Anlagen: 457002Gr0016 | 457002.00146     | Weitere Bilder |
| Am Georg-Schütte-Platz. Flurstück: 030601-ck 53° 35′ 15″ N, 6° 39′ 46″ O                                        | Personenwagen, Nr. 101 (Borkumer Kleinbahn [Inselbahn])             | Personenwagen, Nr. 101 (Borkumer Kleinbahn [Inselbahn]). Wagen 1909 für die Bielefelder Kreisbahn erbaut und nach deren Stilllegung 1955 für die Inselbahn angekauft. Bedeutung: historisch, wissenschaftlich wesentliche Begründung: 1.11 geschichtliche Bedeutung aufgrund des Zeugnis- und Schauwertes für Wirtschafts- und Technikgeschichte. Einzeldenkmal gemäß § 3.2 NDSchG; in Gruppe baulicher Anlagen: 457002Gr0016 | 457002.00147     | Weitere Bilder |
| Am Georg-Schütte-Platz. Flurstück: 030601-ck 53° 35′ 14″ N, 6° 39′ 45″ O                                        | Personenwagen, Nr. 57 (Borkumer Kleinbahn [Inselbahn])              | Personenwagen, Nr. 57 (Borkumer Kleinbahn [Inselbahn]). Firma Weyer, erbaut 1928. Bedeutung: historisch, wissenschaftlich. Wesentliche Begründung: 1.11 geschichtliche Bedeutung aufgrund des Zeugnis- und Schauwertes für Wirtschafts- und Technikgeschichte. Einzeldenkmal gemäß § 3.2 NDSchG; in Gruppe baulicher Anlagen: 457002Gr0016 | 457002.00148     | Weitere Bilder |
| Am Georg-Schütte-Platz. Flurstück: 030601-ck 53° 35′ 16″ N, 6° 39′ 47″ O                                        | Personenwagen, Nr. 56 (Borkumer Kleinbahn [Inselbahn])              | Personenwagen, Nr. 56 (Borkumer Kleinbahn [Inselbahn]). Firma Weyer, erbaut 1928. Bedeutung: historisch, wissenschaftlich. Wesentliche Begründung: 1.11 geschichtliche Bedeutung aufgrund des Zeugnis- und Schauwertes für Wirtschafts- und Technikgeschichte. Einzeldenkmal gemäß § 3.2 NDSchG; in Gruppe baulicher Anlagen: 457002Gr0016 | 457002.00149     | Weitere Bilder |
| Am Georg-Schütte-Platz. Flurstück: 030601-ck 53° 35′ 14″ N, 6° 39′ 46″ O                                        | Personenwagen, Nr. 53 (Borkumer Kleinbahn [Inselbahn])              | Personenwagen, Nr. 53 (Borkumer Kleinbahn [Inselbahn]). Firma Weyer, erbaut 1926. Bedeutung: historisch, wissenschaftlich. Wesentliche Begründung: 1.11 geschichtliche Bedeutung aufgrund des Zeugnis- und Schauwertes für Wirtschafts- und Technikgeschichte. Einzeldenkmal gemäß § 3.2 NDSchG; in Gruppe baulicher Anlagen: 457002Gr0016 | 457002.00150     | Weitere Bilder |
| Am Georg-Schütte-Platz. Flurstück: 030601-ck 53° 35′ 16″ N, 6° 39′ 47″ O                                        | Personenwagen, Nr. 51 (Borkumer Kleinbahn [Inselbahn])              | Personenwagen, Nr. 51 (Borkumer Kleinbahn [Inselbahn]). Firma Weyer, erbaut 1926. Bedeutung: historisch, wissenschaftlich. Wesentliche Begründung: 1.11 geschichtliche Bedeutung aufgrund des Zeugnis- und Schauwertes für Wirtschafts- und Technikgeschichte. Einzeldenkmal gemäß § 3.2 NDSchG; in Gruppe baulicher Anlagen: 457002Gr0016 | 457002.00151     | Weitere Bilder |
| Am Georg-Schütte-Platz. Flurstück: 030601-ck 53° 35′ 16″ N, 6° 39′ 47″ O                                        | Personenwagen, Nr. 45 (Borkumer Kleinbahn [Inselbahn])              | Personenwagen, Nr. 45 (Borkumer Kleinbahn [Inselbahn]); Firma Weyer, erbaut 1914. Bedeutung: historisch, wissenschaftlich; wesentliche Begründung: 1.11 geschichtliche Bedeutung aufgrund des Zeugnis- und Schauwertes für Wirtschafts- und Technikgeschichte; Einzeldenkmal gemäß § 3.2 NDSchG; in Gruppe baulicher Anlagen: 457002Gr0016 | 457002.00152     | Weitere Bilder |
| Am Georg-Schütte-Platz. Flurstück: 030601-ck 53° 35′ 14″ N, 6° 39′ 46″ O                                        | Personenwagen, Nr. 44 (Borkumer Kleinbahn [Inselbahn])              | Personenwagen, Nr. 44 (Borkumer Kleinbahn [Inselbahn]); Firma Weyer, erbaut 1911. Bedeutung: historisch, wissenschaftlich;wesentliche Begründung: 1.11 geschichtliche Bedeutung aufgrund des Zeugnis- und Schauwertes für Wirtschafts- und Technikgeschichte; Einzeldenkmal gemäß § 3.2 NDSchG; in Gruppe baulicher Anlagen: 457002Gr0016 | 457002.00153     | Weitere Bilder |
| Am Georg-Schütte-Platz. Flurstück: 030601-ck 53° 35′ 14″ N, 6° 39′ 46″ O                                        | Personenwagen, Nr. 42 (Borkumer Kleinbahn [Inselbahn])              | Personenwagen, Nr. 42 (Borkumer Kleinbahn [Inselbahn]). Firma Weyer, erbaut 1908. Bedeutung: historisch, wissenschaftlich; wesentliche Begründung: 1.11 geschichtliche Bedeutung aufgrund des Zeugnis- und Schauwertes für Wirtschafts- und Technikgeschichte; Einzeldenkmal gemäß § 3.2 NDSchG; in Gruppe baulicher Anlagen: 457002Gr0016 | 457002.00154     | Weitere Bilder |
| Am Georg-Schütte-Platz. Flurstück: 030601-ck 53° 35′ 14″ N, 6° 39′ 46″ O                                        | Personenwagen, Nr. 18 (Borkumer Kleinbahn [Inselbahn])              | Personenwagen, Nr. 18 (Borkumer Kleinbahn [Inselbahn]); Firma Weyer, erbaut 1925. Bedeutung: historisch, wissenschaftlich; wesentliche Begründung: 1.11 geschichtliche Bedeutung aufgrund des Zeugnis- und Schauwertes für Wirtschafts- und Technikgeschichte; Einzeldenkmal gemäß § 3.2 NDSchG; in Gruppe baulicher Anlagen: 457002Gr0016 | 457002.00155     | Weitere Bilder |
| Am Georg-Schütte-Platz. Flurstück: - 53° 35′ 14″ N, 6° 39′ 46″ O                                                | Personenwagen, Nr. 17 (Borkumer Kleinbahn [Inselbahn])              | Personenwagen, Nr. 17 (Borkumer Kleinbahn [Inselbahn]); erbaut 1889 von der Firma Thielemann + Eggena, Kassel. 1916 von der Kyffhäuser Grubenbahn angekauft. Ehemaliger Pferdewagen; Bedeutung: historisch, wissenschaftlich; wesentliche Begründung: 1.11 geschichtliche Bedeutung aufgrund des Zeugnis- und Schauwertes für Wirtschafts- und Technikgeschichte; Einzeldenkmal gemäß § 3.2 NDSchG; in Gruppe baulicher Anlagen: 457002Gr0016 | 457002.00156     | Weitere Bilder |
| Am Georg-Schütte-Platz Flurstück: 030601-ck 53° 35′ 14″ N, 6° 39′ 46″ O                                         | Personenwagen, Nr. 2 (Borkumer Kleinbahn [Inselbahn])               | Personenwagen, Nr. 2 (Borkumer Kleinbahn [Inselbahn]). Im Jahre 1947 erhielt die Kleinbahn einen Personenwagen Görlitz des Marine-Artillerie-Zeugamtes Borkum, einen Zweiachser von 1914. Bedeutung: historisch, wissenschaftlich. Wesentliche Begründung: 1.11 geschichtliche Bedeutung aufgrund des Zeugnis- und Schauwertes für Wirtschafts- und Technikgeschichte Einzeldenkmal gemäß § 3.2 NDSchG; in Gruppe baulicher Anlagen: 457002Gr0016 | 457002.00157     | Weitere Bilder |
| Am Georg-Schütte-Platz Flurstück: - 53° 35′ 14″ N, 6° 39′ 46″ O                                                 | Flachwagen, Nr. 62 (Borkumer Kleinbahn [Inselbahn])                 | Flachwagen, Nr. 62 (Borkumer Kleinbahn [Inselbahn]). 4-achsiger Plattwagen, Auflager G. & J. Jäger – Elberfeld 1925. Erbaut 1902 (van der Zypen) für die Kleinbahn Piesberg-Rheine; 1935 Übernahme durch die Borkumer Kleinbahn. Bedeutung: historisch, wissenschaftlich. Wesentliche Begründung: 1.11 geschichtliche Bedeutung aufgrund des Zeugnis- und Schauwertes für Wirtschafts- und Technikgeschichte. Einzeldenkmal gemäß § 3.2 NDSchG; in Gruppe baulicher Anlagen: 457002Gr0016                                                                          | 457002.00158     | Weitere Bilder |
| Am Georg-Schütte-Platz. Flurstück: 030601-ck 53° 35′ 14″ N, 6° 39′ 46″ O                                        | Flachwagen, Nr. 60 (Borkumer Kleinbahn [Inselbahn])                 | Flachwagen, Nr. 60 (Borkumer Kleinbahn [Inselbahn]); vierachsiger Plattwagen, Auflager G. & J. Jäger – Elberfeld 1928. Erbaut 1902 (van der Zypen) für die Kleinbahn Piesberg-Rheine, 1935 Übernahme durch die Borkumer Kleinbahn. Bedeutung: historisch, wissenschaftlich; wesentliche Begründung: 1.11 geschichtliche Bedeutung aufgrund des Zeugnis- und Schauwertes für Wirtschafts- und Technikgeschichte; Einzeldenkmal gemäß § 3.2 NDSchG; in Gruppe baulicher Anlagen: 457002Gr0016                                                                        | 457002.00159     | Weitere Bilder |
| Am Georg-Schütte-Platz Flurstück: - 53° 35′ 14″ N, 6° 39′ 46″ O                                                 | Lokomotive (Diesellokomotive [Inselbahn Borkum])                    | Lokomotive (Diesellokomotive [Inselbahn Borkum]). Diesellok Leer, erbaut 1935, Deutsche Werke Kiel. 1935 an die Marine geliefert, Übernahme durch die Borkumer Kleinbahn 1948. Bedeutung: historisch, wissenschaftlich. Wesentliche Begründung: 1.11 geschichtliche Bedeutung aufgrund des Zeugnis- und Schauwertes für Wirtschafts- und Technikgeschichte. Einzeldenkmal gemäß § 3.2 NDSchG; in Gruppe baulicher Anlagen: 457002Gr0016 | 457002.00160     | Weitere Bilder |
| Am Georg-Schütte-Platz Flurstück: - 53° 35′ 14″ N, 6° 39′ 46″ O                                                 | Lokomotive (Dampflokomotive [Inselbahn Borkum])                     | Lokomotive (Dampflokomotive [Inselbahn Borkum]). Dampflok Borkum (ex Dollart), Hersteller O&K (Orenstein & Koppel, Berlin-Drewitz). Baujahr 1940/1941. Seit neustem wieder in Diensten, dabei auf Ölfeuerung umgestellt. Bedeutung: historisch, wissenschaftlich. Wesentliche Begründung: 1.11 geschichtliche Bedeutung aufgrund des Zeugnis- und Schauwertes für Wirtschafts- und Technikgeschichte. Einzeldenkmal gemäß § 3.2 NDSchG; in Gruppe baulicher Anlagen: 457002Gr0016                                                                                  | 457002.00161     | Weitere Bilder |
| Am Georg-Schütte-Platz. Flurstück: - 53° 35′ 14″ N, 6° 39′ 46″ O                                                | Gepäckwagen, Nr. 48 (Borkumer Kleinbahn [Inselbahn])                | Gepäckwagen, Nr. 48 (Borkumer Kleinbahn [Inselbahn]); erbaut 1926; umgebaut 1964. Bedeutung: historisch, wissenschaftlich; wesentliche Begründung: 1.11 geschichtliche Bedeutung aufgrund des Zeugnis- und Schauwertes für Wirtschafts- und Technikgeschichte; Einzeldenkmal gemäß § 3.2 NDSchG; in Gruppe baulicher Anlagen: 457002Gr0016 | 457002.00162     | |
| Am Georg-Schütte-Platz Flurstück: 030601-ck 53° 35′ 14″ N, 6° 39′ 46″ O                                         | Gepäckwagen, Nr. 39 (Borkumer Kleinbahn [Inselbahn])                | Gepäckwagen, Nr. 39 (Borkumer Kleinbahn [Inselbahn]); Erbaut 1904/1905; 1949 von der Firma Weyer umgebaut. Bedeutung: historisch, wissenschaftlich; wesentliche Begründung: 1.11 geschichtliche Bedeutung aufgrund des Zeugnis- und Schauwertes für Wirtschafts- und Technikgeschichte; Einzeldenkmal gemäß § 3.2 NDSchG; in Gruppe baulicher Anlagen: 457002Gr0016 | 457002.00163     | |
| Am Georg-Schütte-Platz Flurstück: - 53° 35′ 14″ N, 6° 39′ 46″ O                                                 | Werkstattwagen, Nr. 33 (Borkumer Kleinbahn [Inselbahn])             | Werkstattwagen, Nr. 33 (Borkumer Kleinbahn [Inselbahn]); erbaut 1930; Lokomotivfabrik Orenstein & Koppel, Berlin-Drewitz. Bedeutung: historisch, wissenschaftlich; wesentliche Begründung: 1.11 geschichtliche Bedeutung aufgrund des Zeugnis- und Schauwertes für Wirtschafts- und Technikgeschichte; Einzeldenkmal gemäß § 3.2 NDSchG; in Gruppe baulicher Anlagen: 457002Gr0016 | 457002.00164     | [[Vorlage:Bilderwunsch/code!/C:53.587241,6.662643!/D:Am Georg-Schütte-Platz Flurstück: -, Werkstattwagen, Nr. 33 (Borkumer Kleinbahn [Inselbahn])!/\|BW]]      |
| Am Georg-Schütte-Platz Flurstück: 030601-ck 53° 35′ 14″ N, 6° 39′ 46″ O                                         | Gerätewagen, Nr. 55 (Borkumer Kleinbahn [Inselbahn])                | Gerätewagen, Nr. 55 (Borkumer Kleinbahn [Inselbahn]); erbaut1927 Lokomotivfabrik Orenstein & Koppel, Berlin-Drewitz. Bedeutung: historisch, wissenschaftlich; wesentliche Begründung: 1.11 geschichtliche Bedeutung aufgrund des Zeugnis- und Schauwertes für Wirtschafts- und Technikgeschichte; Einzeldenkmal gemäß § 3.2 NDSchG; in Gruppe baulicher Anlagen: 457002Gr0016 | 457002.00165     | [[Vorlage:Bilderwunsch/code!/C:53.587241,6.662643!/D:Am Georg-Schütte-Platz Flurstück: 030601-ck, Gerätewagen, Nr. 55 (Borkumer Kleinbahn [Inselbahn])!/\|BW]] |
| Am Georg-Schütte-Platz Flurstück: 030601-ck 53° 35′ 14″ N, 6° 39′ 46″ O                                         | Schienenbus, VT 1 (Borkumer Kleinbahn [Inselbahn])                  | Schienenbus, VT 1 (Borkumer Kleinbahn [Inselbahn]); Wismarer Schienenbus VT1. 1940 bei der Waggonfabrik Wismar unter der Nr, 21145 gebaut. Ausgestattet mit zwei Ford-Benzin-Motoren, werden wohl durch Dieselmaschine ersetzt. Bedeutung: historisch, wissenschaftlich; wesentliche Begründung: 1.11 geschichtliche Bedeutung aufgrund des Zeugnis- und Schauwertes für Wirtschafts- und Technikgeschichte; Einzeldenkmal gemäß § 3.2 NDSchG; in Gruppe baulicher Anlagen: 457002Gr0016                                                                           | 457002.00184     | Weitere Bilder |
| Am Georg-Schütte-Platz 2. Flurstück: 030601-009-00019/062 53° 35′ 17″ N, 6° 39′ 47″ O                           | Hotel (Hotel Rummeni)                                               | Hotel (Hotel Rummeni); viergeschossiger Putzbau unter Krüppelwalmdach. Am Nordgiebel wurde das Hotel Strandstr.17 unmittelbar angebaut. Gebäude durch mehrgeschossige Erker und zahlreiche Stuckierungen gegliedert. Um 1890; Bedeutung: historisch, wissenschaftlich, städtebaulich; wesentliche Begründung: 1.06 geschichtliche Bedeutung aufgrund des Zeugnis- und Schauwertes durch beispielhafte Ausprägung eines Stils und / oder Gebäudetypus; Konstituierender Bestandteil einer Gruppe gemäß § 3.3 NDSchG; in Gruppe baulicher Anlagen: 457002Gr0002      | 457002.00020     | Weitere Bilder |
| Am Georg-Schütte-Platz 4. Flurstück: 030601-009-00019/007 53° 35′ 15″ N, 6° 39′ 46″ O                           | Hotel (ehemaliges Bahnhofs-Hotel)                                   | Hotel (ehemaliges Bahnhofs-Hotel). Ursprünglich zweigeschossiger Ziegelbau mit Drempel, nachträglich Drempelgeschoss zu Vollgeschoss aufgestockt. Gliederungen durch Risalite und Gesimse. Erbaut 1888. Bedeutung: historisch, städtebaulich. Wesentliche Begründung: 4.4 Konstituierender Bestandteil einer Gruppe gemäß § 3.3 NDSchG; in Gruppe baulicher Anlagen: 457002Gr0002 | 457002.00021     | |
| Am Georg-Schütte-Platz 6. Flurstück: 030601-009-00019/007 53° 35′ 15″ N, 6° 39′ 45″ O                           | Empfangsgebäude (Bahnhof-Borkum)                                    | Empfangsgebäude (Bahnhof-Borkum). Zweigeschossiger Ziegelbau mit Drempel unter Satteldach. Gebäude durch Ziegelgesimse gegliedert. Erbaut um 1890. Am Südgiebel neuerer Anbau von ca. 1992. Bedeutung: historisch, städtebaulich. Wesentliche Begründung: 1.01 geschichtliche Bedeutung im Rahmen von Ortsgeschichte. Konstituierender Bestandteil einer Gruppe gemäß § 3.3 NDSchG; in Gruppe baulicher Anlagen: 457002Gr0002 |                  | Weitere Bilder |
| Am Georg-Schütte-Platz 9. Flurstück: 030601-006-00787/010 53° 35′ 14″ N, 6° 39′ 47″ O                           | Wohn-/Geschäftshaus (Pensionshaus Villa Ems)                        | Wohn-/Geschäftshaus (Pensionshaus Villa Ems). Dreigeschossiger Putzbau unter Satteldach auf Eckgrundstück. Fenster mit profilierter Putzrahmung unter Verdachungen. Die Gebäudeecke wird durch die zweigeschossige Veranda betont. Erbaut um 1895. Bedeutung: historisch, wissenschaftlich, städtebaulich. Wesentliche Begründung: 4.4. Konstituierender Bestandteil einer Gruppe gemäß § 3.3 NDSchG; in Gruppe baulicher Anlagen: 457002Gr0006 | 457002.00023     | |
| Am Georg-Schütte-Platz 13. Flurstück: 030601-006-00010/003 53° 35′ 12″ N, 6° 39′ 45″ O                          | Hotel (Pensionshaus Varus)                                          | Hotel (Pensionshaus Varus) Dreigeschossiger Putzbau. Gliederung durch Trauf-, Geschoss- und Fensterbankgesimse. Straßenfassade mit aufwendigen Stuckelementen. Im Erdgeschoss Veranda über gesamte Hausbreite. Erbaut ca. 1900/1910. Bedeutung: historisch, wissenschaftlich, städtebaulich. Wesentliche Begründung: 4.4. Konstituierender Bestandteil einer Gruppe gemäß § 3.3 NDSchG; in Gruppe baulicher Anlagen: 457002Gr0006 | 457002.00024     | |
| Am Georg-Schütte-Platz 15. Flurstück: 030601-006-01207/011 53° 35′ 12″ N, 6° 39′ 44″ O                          | Wohnhaus (Logierhaus)                                               | Wohnhaus (Logierhaus). Zweigeschossiger, giebelständiger Ziegelbau unter Satteldach. Straßengiebel verputzt. Gliederung durch Fensterbankgesims. Fenster mit profilierter Putzrahmung unter Verdachungen. Erbaut um 1895. Bedeutung: historisch, wissenschaftlich, städtebaulich. Wesentliche Begründung: 4.4 Konstituierender Bestandteil einer Gruppe gemäß § 3.3 NDSchG; in Gruppe baulicher Anlagen: 457002Gr0006 | 457002.00025     | |
| Am Schutzhafen Flurstück: 030601-ck 53° 33′ 44″ N, 6° 44′ 50″ O                                                 | Feuerschiff (Feuerschiff Borkumriff)                                | Feuerschiff (Feuerschiff Borkumriff). Letzter und modernster Neubau eines bemannten klassischen Feuerschiffes, auf der Hamburger Norderwerft Köser & Meyer 1954/55 erbaut. 1988 als letztes Feuerschiff der Bundesrepublik Deutschland stillgelegt. Bedeutung: historisch, wissenschaftlich. Wesentliche Begründung: 3.3. Einzeldenkmal gemäß § 3.2 NDSchG | 457002.00125     | Weitere Bilder |
| Am Westkaap. Flurstück: 030601-009-00013/001 53° 35′ 29″ N, 6° 39′ 37″ O                                        | Seezeichen (Kleines Kaap)                                           | Seezeichen (Kleines Kaap). Filigrane Ziegelkonstruktion auf 5 Pfeilern. 4 Außenpfeiler, die rundbogige Stützkonstruktion mit dem Mittelpfeiler verbinden, hölzerner Aufsatz mit Andreaskreuz und senkrechter Lattung. 1872. Bedeutung: historisch, städtebaulich. Wesentliche Begründung: 1.11 geschichtliche Bedeutung aufgrund des Zeugnis- und Schauwertes für Wirtschafts- und Technikgeschichte Einzeldenkmal gemäß § 3.2 NDSchG | 457002.00007     | Weitere Bilder |
| Bahnhofspfad 8 Flurstück: - 53° 35′ 14″ N, 6° 39′ 51″ O                                                         | Wohnhaus (ehemaliges Logierhaus Böckler-Struck)                     | Wohnhaus (ehemaliges Logierhaus Böckler-Struck). Um 1890 als Offizierheim erbaut, wohl um 1905(?) zum Logierhaus umgebaut und durch straßenseitige Loggia erweitert. Wandfeste Innenausstattung (Türen, Treppenhaus, Loggienverglasung) erhalten. Einzeldenkmal gemäß § 3.2 NDSchG | 457002.00259     | |
| Bahnhofstraße 1. Flurstück: 030601-006-01001/016 53° 35′ 13″ N, 6° 39′ 50″ O                                    | Wohnhaus (Logierhaus)                                               | Wohnhaus (Logierhaus). Zweigeschossiger Ziegelbau mit leicht vorspringendem Mittelrisalit, durch Scheinquaderung gefasst. Zur Straße geputztes Abschlussgesims. Fenster mit profilierten Stuckeinfassungen. Um 1900. Bedeutung: historisch, städtebaulich. Wesentliche Begründung: 4.1. Gruppe gemäß § 3.3 NDSchG; in Gruppe baulicher Anlagen: 457002Gr0007 |                  | |
| Bahnhofstraße 3. Flurstück: 030601-006-00914/009 53° 35′ 12″ N, 6° 39′ 52″ O                                    | Wohnhaus (Logierhaus)                                               | Wohnhaus (Logierhaus) Traufständiger, zweigeschossiger Ziegelbau unter Satteldach. Gliederung durch Putzgesimse. Fenster mit profilierten Stuckeinfassungen, im Obergeschoss mit Brüstungen und Verdachungen. Um 1900, erweitert 1927. Bedeutung: historisch, wissenschaftlich, städtebaulich. Gruppe gemäß § 3.3 NDSchG; in Gruppe baulicher Anlagen: 457002Gr0007 | 457002.00009     | |
| Bahnhofstraße 5. Flurstück: 030601-006-00737/010 53° 35′ 13″ N, 6° 39′ 49″ O                                    | Wohnhaus (Logierhaus)                                               | Wohnhaus (Logierhaus). Traufständiger, zweigeschossiger Ziegelbau unter Satteldach. Gliederung durch Putzgesimse. Fenster mit profilierten Stuckeinfassungen. Zur Straße entstellender Vorbau. Erbaut 1895. Bedeutung: historisch, städtebaulich. Konstituierender Bestandteil einer Gruppe gemäß § 3.3 NDSchG; in Gruppe baulicher Anlagen: 457002Gr0007 | 457002.00010     | |
| Barbaraweg Flurstück: 030601-002-00076/025 53° 35′ 41″ N, 6° 40′ 46″ O                                          | Deich (Alter Deich)                                                 | Deich (Alter Deich). Verlauf des zweiten Inseldeiches mit Erweiterung von 1801–1804, als ca. 2–3 m hoher Schutzwall östlich der Ortslage erkennbar, unregelmäßiger Verlauf zeugt von diversen Deichbrüchen. Um 1620. Einzeldenkmal gemäß § 3.2 NDSchG | 457002.00001     | BW |
| Bismarckstraße 40. Flurstück: 030601-009-00190/020 53° 35′ 14″ N, 6° 39′ 31″ O                                  | Hotel (ehemalige Backers Strandvilla/„Hotel Poseidon“)              | Hotel (ehemalige Backers Strandvilla/„Hotel Poseidon“). Viergeschossiger Putzbau auf hohem Sockelgeschoss, Gliederung durch Geschossgesimse, Ecklisenen und profilierte Brüstungsfelder. Mittelachse durch Halbsäulen betont. 1891, erweitert 1927, Umbau 1980. Bedeutung: historisch, wissenschaftlich, städtebaulich. Gruppe gemäß § 3.3 NDSchG; in Gruppe baulicher Anlagen: 457002Gr0004 | 457002.00011     | |
| Blumenstraße 1. Flurstück: 53° 35′ 15″ N, 6° 40′ 14″ O                                                          | Einfriedung („Walfischkinnladen“)                                   | Einfriedung („Walfischkinnladen“) 030601-030601-005-01331/167 Das Grundstück wird eindrucksvoll von aneinandergereihten Walfischkinnladen eingefriedigt. Walfischkinnladen wohl aus der Zeit 1715–1782 als Borkumer Fischer zum Teil im Walfang tätig waren. Bedeutung: historisch, städtebaulich. Wesentliche Begründung: 4.01 städtebauliche Bedeutung von prägendem Einfluss auf das Straßenbild. Einzeldenkmal gemäß § 3.2 NDSchG | 457002.00235     | Weitere Bilder |
| Bürgermeister-Kieviet-Promenade. Flurstück: 030601-009-00003/186 53° 35′ 19″ N, 6° 39′ 28″ O                    | Wandelhalle                                                         | Wandelhalle mit: Vorplatz, Musikpavillon; Der eingeschossige Eisenbetonbau wird durch zwei seitliche Treppenanlagen erschlossen. Den Mittelpunkt bildete ursprünglich ein elliptischer Zentralraum. Entwurf Architekten Ziesel & Friedrich, Köln 1910. Bedeutung: historisch, wissenschaftlich, städtebaulich. Wesentliche Begründung: 4.6. Konstituierender Bestandteil einer Gruppe gemäß § 3.3 NDSchG; in Gruppe baulicher Anlagen: 457002Gr0003 | 457002.00106M001 | |
| Bürgermeister-Kieviet-Promenade. Flurstück: - 53° 35′ 19″ N, 6° 39′ 26″ O                                       | Pavillon (Musikpavillon)                                            | Pavillon (Musikpavillon). Musikpavillon auf rundem Grundriss, hoher Sockel auf dem der Säulenkranz steht, welcher den erneuerten Architrav trägt. Brüstungsfelder zwischen den Säulen entfernt. Erbaut 1910. Bedeutung: historisch, wissenschaftlich, städtebaulich. Wesentliche Begründung: 4.2 Konstituierender Bestandteil einer Gruppe gemäß § 3.3 NDSchG; in Gruppe baulicher Anlagen: 457002Gr0003 | 457002.00186     | Weitere Bilder |
| Boeddinghausstraße. Flurstück: 030601-009-00012/001 53° 35′ 39″ N, 6° 39′ 54″ O                                 | Seezeichen (Großes Kaap)                                            | Seezeichen (Großes Kaap). Konstruktion aus 4 strebepfeilerartigen Stützen in Ziegelbauweise, hölzerner dreieckiger Aufsatz mit senkrechter Lattung. Peilungsmarke für das Emsfahrwasser. Erbaut 1872. Bedeutung: historisch, städtebaulich. Wesentliche Begründung: 1.11 geschichtliche Bedeutung aufgrund des Zeugnis- und Schauwertes für Wirtschafts- und Technikgeschichte. Einzeldenkmal gemäß § 3.2 NDSchG | 457002.00012     | Weitere Bilder |
| Boeddinghausstraße 10. Flurstück: 030601-005-01223/275 53° 35′ 35″ N, 6° 40′ 3″ O                               | Kinderheim (kath. Kinderheim, St. Maria)                            | Kinderheim (kath. Kinderheim, St. Maria). Zweigeschossiger Putzbau mit Sockelgeschoss und waagerechtem Fugenschnitt. Gegliedert durch Risalite und umlaufende Geschoss- und Traufgesimse. Erbaut wohl 1901. Bedeutung: historisch, wissenschaftlich. Wesentliche Begründung: 1.06 geschichtliche Bedeutung aufgrund des Zeugnis- und Schauwertes durch beispielhafte Ausprägung eines Stils und / oder Gebäudetypus. Einzeldenkmal gemäß § 3.2 NDSchG | 457002.00170     | |
| Boeddinghausstraße 15. Flurstück: - 53° 35′ 36″ N, 6° 39′ 56″ O                                                 | Wohnhaus                                                            | Wohnhaus. Im Äußeren nahezu unverändert erhaltenes kleines Einfamilien-Wohnhaus mit zeitgenössischer wandfester Innenausstattung. Originale Fenster, hölzerne Frühstücksveranda. Erbaut 1911. Wesentliche Begründung: 1.06 geschichtliche Bedeutung aufgrund des Zeugnis- und Schauwertes durch beispielhafte Ausprägung eines Stils und / oder Gebäudetypus. Einzeldenkmal gemäß § 3.2 NDSchG | 457002.00192     | |
| +, Bubertstraße 9. Flurstück: 030601-009-00188/020 53° 35′ 16″ N, 6° 39′ 30″ O                                  | Hotel (Nordsee-Hotel)                                               | Hotel (Nordsee-Hotel) mit: Erweiterungsbau, Bäderabteilung; viergeschossiger Putzbau unter Mansarddach, Gliederung durch Gesimse, Lisenen und Fensterverdachungen. Erbaut 1897, im Osten durch zweigeschossigen Putzbau um 1900 erweitert. Fünfgeschossiger Eckbau wohl 1924/26. Bedeutung: historisch, wissenschaftlich, städtebaulich. Konstituierender Bestandteil einer Gruppe gemäß § 3.3 NDSchG; in Gruppe baulicher Anlagen: 457002Gr0004 | 457002.00014M001 | |
| Deichstraße. Flurstück: 030601-006-00094/014 53° 35′ 0″ N, 6° 40′ 2″ O                                          | Friedhof                                                            | Friedhof mit: Einfriedung; Auf dem Friedhof wenige ältere Grabsteine aus dem Ende des 19. Jahrhunderts. Friedhofsanlage von Backsteinmauer eingefriedigt. Anlage wohl von 1875. Bedeutung: historisch. Wesentliche Begründung: 1.01 geschichtliche Bedeutung im Rahmen von Ortsgeschichte. Einzeldenkmal gemäß § 3.2 NDSchG | 457002.00015M001 | Weitere Bilder |
| Deichstraße 21. Flurstück: 030601-006-00677/255 53° 34′ 57″ N, 6° 40′ 11″ O                                     | Wohnhaus (Haus Pinkenburg)                                          | Wohnhaus (Haus Pinkenburg). Zweigeschossiger langgestreckter Massivbau unter Satteldach. Im Gebäude sogenannter Eiskeller mit besonders dicken, teilweise wohl mit Torf isolierten Wänden. Erbaut um 1895. Einzeldenkmal gemäß § 3.2 NDSchG | 457002.00142     | Weitere Bilder |
| Franz-Habich-Straße 2. Flurstück: 030601-006-00078/005 53° 35′ 8″ N, 6° 39′ 55″ O                               | Hotel (ehemaliges Hotel Seestern)                                   | Hotel (ehemaliges Hotel Seestern) mit: Speisesaal; dreigeschossiger Putzbau unter Mansarddach. Gliederung durch Geschoss- und Fensterbankgesimse. Im Erdgeschoss Fenster mit rundbogigen Stürzen unter leichten Verdachungen. Ehemaliger Speisesaal im Nordwesten. Um 1890. Bedeutung: historisch, wissenschaftlich, städtebaulich; wesentliche Begründung: 4.1 Konstituierender Bestandteil einer Gruppe gemäß § 3.3 NDSchG; in Gruppe baulicher Anlagen: 457002Gr0005                                                                                            | 457002.00016M001 | |
| Franz-Habich-Straße 23. Flurstück: 030601-006-01326/010 53° 35′ 12″ N, 6° 39′ 46″ O                             | Wohn-/Geschäftshaus (Pensionshaus, Haus Elstertal)                  | Wohn-/Geschäftshaus (Pensionshaus, Haus Elstertal). dreigeschossiger, neunachsiger Putzbau, über den drei Mittelachsen ist ein Zwerchhaus angeordnet. Gliederung durch Fensterbankgesims. Fenster zum Teil unter Verdachungen. Erbaut um 1895. Erdgeschoss erneuert. Bedeutung: städtebaulich; wesentliche Begründung: 4.4. Konstituierender Bestandteil einer Gruppe gemäß § 3.3 NDSchG; in Gruppe baulicher Anlagen: 457002Gr0006 | 457002.00017     | |
| Geert-Bakker-Straße. Flurstück: 030601-009-00389/003 53° 35′ 40″ N, 6° 40′ 28″ O                                | Wasserturm                                                          | Wasserturm Borkum. Mächtiger Ziegelbau über rundem Grundriss, bis zum Turmkopf sich konisch verjüngend, Kopf auf Konsolen, Kranzgesims mit darüberliegender Attika. Hängebodenbehälter aus Eisenblechen. 1900. Einzeldenkmal gemäß § 3.2 NDSchG |                  | Weitere Bilder |
| Goethestraße 1. Flurstück: 030601-009-00465/019 53° 35′ 18″ N, 6° 39′ 40″ O                                     | Verwaltungsgebäude (ehemaliges Hotel Fürst Bismarck)                | Verwaltungsgebäude (ehemalige Hotel Fürst Bismarck). Dreigeschossiger verputzter Massivbau in Stahlbetonskelettbauweise mit ausgebautem Mansarddach. Baukörper zum Teil in expressionistischer Formensprache. Erbaut 1911. Einzeldenkmal gemäß § 3.2 NDSchG | 457002.00026     | Weitere Bilder |
| Goethestraße 14 (lt. Denkmalliste Hausnummer 12). Flurstück: - 53° 35′ 18″ N, 6° 39′ 39″ O                      | Kirche, ev.-luth. (Christuskirche, ev.-luth.)                       | Evangelisch-lutherische Christuskirche. Giebelständiger Saalbau in Backsteinmauerwerk unter Satteldach mit Rundbogenfenster und Portalvorbau von 1899 (Arch: Otto March, Rettungsschuppen-Architektur!). Einzeldenkmal gemäß § 3.2 NDSchG; in Gruppe baulicher Anlagen: 457002Gr0020 | 457002.00236     | Weitere Bilder |
| Goethestraße 14. Flurstück: 000000-009-00019/052 53° 35′ 19″ N, 6° 39′ 39″ O                                    | Pfarrhaus (Christuskirche, ev.-luth.)                               | Pfarrhaus (Christuskirche, ev.-luth.) mit: Gartenanlage; 1 1⁄2-geschossiger zurückgesetzter Backsteinbau mit Putz-/Ziegelgliederungen unter hohem Satteldach. Erbaut 1905. Konstituierender Bestandteil einer Gruppe gemäß § 3.3 NDSchG; in Gruppe baulicher Anlagen: 457002Gr0020 | 457002.00237M001 | |
| Hindenburgstraße. Flurstück: - 53° 35′ 22″ N, 6° 39′ 51″ O                                                      | Grünanlage                                                          | Grünanlage mit: Kriegerdenkmal, Klinkerstraßenpflaster; Dreieckige Grünanlage, die sowohl eine Grünflächenfunktion als auch die einer Gedenkstätte mit Kriegerdenkmalen erfüllt. Schöne alte Klinkerpflasterung an d. Straßeneinmündung erhalten. Bedeutung: historisch, städtebaulich. Einzeldenkmal gemäß § 3.2 NDSchG | 457002.00193M001 | Weitere Bilder |
| Hindenburgstraße 1/3. Flurstück: 030601-009-00651/003 53° 35′ 19″ N, 6° 39′ 48″ O                               | Wohnhaus                                                            | Wohnhaus. Zweigeschossiger Putzbau mit Eckquaderung unter Walmdach mit flacher mittiger Fledermausgaube. Rechte Giebelseite mit orig. Eingang, links eingeschossiger Anbau. Erbaut wohl 1924, umgebaut/erweitert 1933. Einzeldenkmal gemäß § 3.2 NDSchG | 457002.00228     | |
| Hindenburgstraße 4. Flurstück: 030601-005-00454/245 53° 35′ 19″ N, 6° 39′ 49″ O                                 | Wohnhaus (Logierhaus, Haus Scharphuis)                              | Wohnhaus (Logierhaus, Haus Scharphuis). Zweigeschossiger, traufständiger Ziegelbau unter Satteldach. Gliederung durch Ziegelgesimse und Eckquaderungen. Segmentbogige Fensterstürze mit Verdachungen. Hölzerne Veranda. Um 1890. Bedeutung: historisch, wissenschaftlich, städtebaulich. Wesentliche Begründung: 4.1. Gruppe gemäß § 3.3 NDSchG; in Gruppe baulicher Anlagen: 457002Gr0008 | 457002.00028     | |
| Hindenburgstraße 6. Flurstück: 030601-005-01042/245 53° 35′ 20″ N, 6° 39′ 50″ O                                 | Wohnhaus (Logierhaus, Haus Nordstern)                               | Wohnhaus (Logierhaus, Haus Nordstern). Zweigeschossiger, traufständiger Ziegelbau mit verputzter Straßenfassad e. Gliederung durch Traufgesims und imitierte Eckquaderungen. Verandavorbau über gesamte Straßenfront. Um 1890. Bedeutung: historisch, wissenschaftlich, städtebaulich. Wesentliche Begründung: 4.1. Gruppe gemäß § 3.3 NDSchG; in Gruppe baulicher Anlagen: 457002Gr0008 | 457002.00029     | |
| Hindenburgstraße 8. Flurstück: 030601-005-00638/255 53° 35′ 20″ N, 6° 39′ 50″ O                                 | Wohnhaus (Logierhaus, ehemalige Pension Visser)                     | Wohnhaus (Logierhaus, ehemalige Pension Visser); dreigeschossiger, traufständiger Ziegelbau. Gliederung durch reich profilierte Trauf-, Geschoss- und Fensterbankgesimse. Mittelrisalit mit Scheineckquaderung. Veränderte Veranden. Um 1890. Bedeutung: historisch, wissenschaftlich, städtebaulich; wesentliche Begründung: 4.1; Gruppe gemäß § 3.3 NDSchG; in Gruppe baulicher Anlagen: 457002Gr0008 | 457002.00030     | |
| Hindenburgstraße 10. Flurstück: 030601-005-00255/005 53° 35′ 21″ N, 6° 39′ 50″ O                                | Wohnhaus (Logierhaus, Villa Gerhards)                               | Wohnhaus (Logierhaus, Villa Gerhards). Zweigeschossiger Ziegelbau auf hohem Sockelgeschoss unter Satteldach, Schauseiten verputzt. Gliederung durch breites, mittiges Zwerchhaus und profilierte Fensterrahmungen. Veranda. Um 1890. Bedeutung: historisch, wissenschaftlich, städtebaulich. Wesentliche Begründung: 4.1. Gruppe gemäß § 3.3 NDSchG; in Gruppe baulicher Anlagen: 457002Gr0008 | 457002.00031     | |
| Hindenburgstraße 14. Flurstück: 030601-005-00257/001 53° 35′ 23″ N, 6° 39′ 52″ O                                | Hotel (Hotel-Pension, Neptun)                                       | Hotel (Hotel-Pension, Neptun) mit: Veranda; dreigeschossiger Massivbau unter Satteldach, Straßenfassade verputzt. Gliederung durch Eckrisalite mit Pilasterordnung. Erdgeschoss in rustikaler Scheinquaderung. Reiche Stuckierungen. Erbaut um 1898. Bedeutung: historisch, wissenschaftlich. Wesentliche Begründung: 1.06 geschichtliche Bedeutung aufgrund des Zeugnis- und Schauwertes durch beispielhafte Ausprägung eines Stils und / oder Gebäudetypus. Einzeldenkmal gemäß § 3.2 NDSchG                                                                     | 457002.00032M001 | |
| Hindenburgstraße 19. Flurstück: - 53° 35′ 29″ N, 6° 39′ 48″ O                                                   | Wohnhaus                                                            | Wohnhaus. Unterkellerter eingeschossiger Backsteinbau unter Satteldach freistehend an der Ecke Hindenburgstraße/Riffstraße/Oppermannpad auf ansteigendem Grundstück. Grundriss und repräsentativer Eingang erhalten. Einzeldenkmal gemäß § 3.2 NDSchG | 457002.00195     | |
| Hindenburgstraße 36. Flurstück: 030601-005-00738/266 53° 35′ 29″ N, 6° 39′ 49″ O                                | Hotel (Logierhaus, Pension Quast)                                   | Hotel (Logierhaus, Pension Quast). Zweigeschossiger verputzter Massivbau auf hohem Sockelgeschoss unter Mansarddach. Mittelachsen durch Eingangsvorbau und Zwerchhaus betont. Erbaut um 1910. Links des Eingangs Verandavorbau. Einzeldenkmal gemäß § 3.2 NDSchG | 457002.00033     | |
| Hindenburgstraße 38. Flurstück: 030601-005-00705/266 53° 35′ 30″ N, 6° 39′ 49″ O                                | Hotel (Logierhaus, ehemalige Villa Emilie)                          | Hotel (Logierhaus, ehemalige Villa Emilie). Zweigeschossiger Putzbau auf hohem Sockelgeschoss unter Krüppelwalmdach. Gliederung der Gesimse. Fenster im 2. Obergeschoss unter profilierten Verdachungen mit stuckierten Brüstungsfeldern. Seitliche Eingangsveranda, um 1907. Einzeldenkmal gemäß § 3.2 NDSchG | 457002.00034     | |
| Hindenburgstraße 64. Flurstück: 030601-014-00029/000 53° 35′ 32″ N, 6° 40′ 3″ O                                 | Wohnhaus (Villa)                                                    | Wohnhaus (Villa). eingeschossiger Putzbau mit hohem Sockelgeschoss auf differenzierten Grundriss unter bewegten Dachflächen (Mansardwalmdach). Ostseite mit Spaltklinkern verkleidet. Erbaut ca. 1910. Einzeldenkmal gemäß § 3.2 NDSchG | 457002.00035     | |
| Hindenburgstraße 94. Flurstück: 030601-014-00046/000 53° 35′ 33″ N, 6° 40′ 17″ O                                | Villa (Kindererholungsheim)                                         | Villa (Kindererholungsheim). Zweigeschossiger Putzbau unter Walmdach. Erdgeschoss zum Teil durch Säulengliederung betont; zur Straße zwei kleinere Vorbauten. Im Obergeschoss zwischen den Fenstern Putzreliefs. Erbaut um 1925. Einzeldenkmal gemäß § 3.2 NDSchG | 457002.00036     | |
| Hindenburgstraße 96. Flurstück: 030601-014-00048/001 53° 35′ 33″ N, 6° 40′ 17″ O                                | Kinderheim, ehemaliges (Pensionshaus, Haus Germania)                | Kinderheim, ehemaliges (Pensionshaus, Haus Germania). Eingeschossiger Putzbau auf Souterraingeschoss unter Mansardwalmdach. Auffällig das hohe Erdgeschoss. Gliederung durch leicht vorspringende Lisenen. Erbaut um 1925. Einzeldenkmal gemäß § 3.2 NDSchG | 457002.00037     | |
| Jann-Berghaus-Straße 23. Flurstück: 030601-009-00189/020 53° 35′ 16″ N, 6° 39′ 30″ O                            | Hotel (Ostfriesenhof)                                               | Hotel (Ostfriesenhof). Viergeschossiger Massivbau unter flachem Satteldach, Straßenfassade verputzt. Gliederung durch Stuckierungen. Erbaut ca. 1892, erweitert/umgebaut 1899/1903. Verandavorbauten im heutigen Erscheinungsbild 1924 Bedeutung: Historisch, wissenschaftlich, städtebaulich. Wesentliche Begründung: 4.1. Einzeldenkmal gemäß § 3.2 NDSchG; in Gruppe baulicher Anlagen: 457002Gr0004 | 457002.00038     | |
| Jann-Berghaus-Straße 49. Flurstück: 030601-009-00124/003 53° 35′ 16″ N, 6° 39′ 30″ O                            | Hotel, ehemaliges (Krankenhaus [Köhlers Strandhotel])               | Hotel, ehemaliges (Krankenhaus [Köhlers Strandhotel]). Viergeschossiger verputzter Massivbau. Gliederung durch Eckrisalite und kräftige Geschoss- und Traufgesimse. Eingang in der Mittelachse unter dreigeschossigem Erker. Reiche Stuckierungen. Erbaut um 1890. Bedeutung: historisch, künstlerisch, wissenschaftlich, städtebaulich. Konstituierender Bestandteil einer Gruppe gemäß § 3.3 NDSchG; in Gruppe baulicher Anlagen: 457002Gr0004 | 457002.00039     | Weitere Bilder |
| Jann-Berghaus-Straße 63. Flurstück: 030601-009-00380/003 53° 35′ 26″ N, 6° 39′ 35″ O                            | Hotel (ehemaliges Hotel Hohenzollern)                               | Hotel (ehemaliges Hotel Hohenzollern). Viergeschossiger Putzbau, Seitenrisalite mit Schein-Eckquaderung, Fassadengliederung durch Gesimse und Fensterverdachungen. Erbaut 1899; 1950er Jahre Treppenhausanbau + Veranda komplett umgebaut! Bedeutung: Historisch, wissenschaftlich, städtebaulich. Wesentliche Begründung: 4.2. Konstituierender Bestandteil einer Gruppe gemäß § 3.3 NDSchG; in Gruppe baulicher Anlagen: 457002Gr0004 | 457002.00041     | Weitere Bilder |
| Jann-Berghaus-Straße 43. Flurstück: 000000-009-00003/072 53° 35′ 22″ N, 6° 39′ 32″ O                            | Krankenhaus (Bestandteil)                                           | Krankenhaus (Bestandteil). Ursprünglich Bauteil (Veranda) der Hotelanlage Strandstraße 44; NDK-Objekt von 1979 bereits 1980 abgebrochen und durch Neubau ersetzt (siehe auch: Strandstraße 44). Konstituierender Bestandteil einer Gruppe gemäß § 3.3 NDSchG; in Gruppe baulicher Anlagen: 457002Gr0004 | 457002.00255     | BW |
| Kaapstraße 7. Flurstück: 030601-005-00936/273 53° 35′ 34″ N, 6° 39′ 53″ O                                       | Wohnhaus (Logierhaus Haus Kieviet)                                  | Wohnhaus (Logierhaus Haus Kieviet). Traufständiger, eingeschossiger Ziegelbau unter Satteldach. Eingang in der Mittelachse. Mauerwerksöffnungen zur Straße von Putzgewände gerahmt. Erbaut um 1910. Bedeutung: historisch, wissenschaftlich. Wesentliche Begründung: 1.06 geschichtliche Bedeutung aufgrund des Zeugnis- und Schauwertes durch beispielhafte Ausprägung eines Stils und / oder Gebäudetypus. Einzeldenkmal gemäß § 3.2 NDSchG | 457002.00042     | |
| Kirchstraße. Flurstück: 030601-005-00162/000 53° 35′ 16″ N, 6° 40′ 14″ O                                        | Leuchtturm (Alter Leuchtturm)                                       | Leuchtturm (Alter Leuchtturm) mit: Kirchhof, Einfriedung; ursprünglich als Tagesmarke errichteter Turm der Kirche in Ziegelmauerwerk mit Gesimsgliederung. Turm über quadratischem Grundriss. Erbaut 1576. 1817 als Leuchtturm umgerüstet. Bedeutung: historisch, wissenschaftlich, städtebaulich. Wesentliche Begründung: 1.01 geschichtliche Bedeutung im Rahmen von Ortsgeschichte. Konstituierender Bestandteil einer Gruppe gemäß § 3.3 NDSchG; in Gruppe baulicher Anlagen: 457002Gr0015                                                                     | 457002.00002M001 | Weitere Bilder |
| Kirchstraße 2 Flurstück: 030601-005-00156/002 53° 35′ 17″ N, 6° 40′ 14″ O                                       | Wohnhaus (Lampenwärterhaus, ehemaliges)                             | Wohnhaus (Lampenwärterhaus, ehemaliges). eingeschossiger verputzter Wohnteil, heute mit Steilgiebel ursprünglich mit Vollwalm. Wirtschaftsteil verändert ursprünglich wohl mit gulfartigem Gerüst. Nutzung auch als Pastorei. Erbaut vor 1863. Bedeutung: historisch, städtebaulich. Wesentliche Begründung: 1.01 geschichtliche Bedeutung im Rahmen von Ortsgeschichte. Gruppe gemäß § 3.3 NDSchG; in Gruppe baulicher Anlagen: 457002Gr0015 | 457002.00166     | |
| Kirchstraße 4. Flurstück: 030601-005-00159/002 53° 35′ 18″ N, 6° 40′ 12″ O                                      | Wohnhaus (Logierhaus)                                               | Wohnhaus (Logierhaus) mit: Wirtschaftsteil; Giebelständiger, eingeschossiger Ziegelbau unter Satteldach. Rückwärtig parallel zur Straße kleiner Wirtschaftsteil, ebenfalls unter Satteldach. Erbaut um 1863/1895. Verandaanbau. Bedeutung: historisch, wissenschaftlich, städtebaulich. Wesentliche Begründung: 1.06 geschichtliche Bedeutung aufgrund des Zeugnis- und Schauwertes durch beispielhafte Ausprägung eines Stils und / oder Gebäudetypus. Konstituierender Bestandteil einer Gruppe gemäß § 3.3 NDSchG; in Gruppe baulicher Anlagen: 457002Gr0015    | 457002.00043M001 | |
| Kirchstraße 14. Flurstück: 030601-005-00882/212 53° 35′ 19″ N, 6° 40′ 7″ O                                      | Wohnhaus (Pension)                                                  | Wohnhaus (Pension). Stattlicher, zweigeschossiger verputzter Massivbau unter Satteldächern und Mansarddach zum Teil mit Fußwalm. Gliederung durch Lisenen. Differenzierter Grundriss. Um 1905/1910. Zeitgleiche Einfriedigung. Einzeldenkmal gemäß § 3.2 NDSchG | 457002.00044     | Weitere Bilder |
| Kirchstraße 15. Flurstück: 030601-005-00228/002 53° 35′ 19″ N, 6° 40′ 1″ O                                      | Wohnhaus (Logierhaus)                                               | Wohnhaus (Logierhaus). Zweigeschossiger Ziegelbau unter Mansardwalmdach in Schieferdeckung. Gliederung durch geputzte Gesimse und Lisenen. Fenster von stuckierter Rahmung eingefasst. Datiert 1910. Einzeldenkmal gemäß § 3.2 NDSchG | 457002.00045     | BW |
| Kirchstraße 17. Flurstück: 030601-005-00230/001 53° 35′ 19″ N, 6° 39′ 59″ O                                     | Kirche, kath.                                                       | Römisch-katholische Kirche St. Maria Meeresstern. Neugotischer Ziegelbau mit kleinem Querschiff und geradem Chorschluss. Erbaut 1881. Neben der Kirche hoher, neuer, minarettartiger Glockenturm. Einzeldenkmal gemäß § 3.2 NDSchG | 457002.00046     | Weitere Bilder |
| Kirchstraße 30. Flurstück: 030601-005-00662/221 53° 35′ 19″ N, 6° 40′ 1″ O                                      | Pfarrhaus, kath.                                                    | Pfarrhaus, katholisch. Eingeschossiger Ziegelbau unter Satteldach mit zweigeschossigem Seitenrisalit ebenfalls unter Satteldach. Gliederung durch Traufgesimse und Ziegelziersetzungen an den Ortgängen. Hölzerne Veranda. Um 1890. Einzeldenkmal gemäß § 3.2 NDSchG | 457002.00047     | |
| Kirchstraße 32. Flurstück: 030601-005-00222/001 53° 35′ 20″ N, 6° 40′ 0″ O                                      | Wohnhaus (Logierhaus)                                               | Wohnhaus (Logierhaus). Zweigeschossiger verputzter Massivbau unter Satteldach. Fünfachsiger Bau, Mittelachse leicht vorspringend mit kleinem Zwerchgiebel. Fenster unter profilierten Verdachungen. Erbaut 1891. Seitlich Veranda. Einzeldenkmal gemäß § 3.2 NDSchG | 457002.00048     | |
| Kirchstraße 36. Flurstück: - 53° 35′ 20″ N, 6° 39′ 58″ O                                                        | Wohnhaus (Villa San Remo)                                           | Wohnhaus (Villa San Remo). Frühstückspension der Jahrhundertwende mit sehr schöner Jugendstilfassade. Bedeutung: historisch, wissenschaftlich. Wesentliche Begründung: 1.06 geschichtliche Bedeutung aufgrund des Zeugnis- und Schauwertes durch beispielhafte Ausprägung eines Stils und / oder Gebäudetypus. Einzeldenkmal gemäß § 3.2 NDSchG | 457002.00194     | |
| Neue Straße 1. Flurstück: 030601-005-00199/001 53° 35′ 17″ N, 6° 40′ 5″ O                                       | Rathaus                                                             | Rathaus. Dreigeschossiger Ziegelbau in Neu-Renaissanceformen mit bauzeitlicher Innenausstattung. Erbaut 1909/1910. Bedeutung: historisch, künstlerisch, wissenschaftlich, städtebaulich. Wesentliche Begründung: 1.06 geschichtliche Bedeutung aufgrund des Zeugnis- und Schauwertes durch beispielhafte Ausprägung eines Stils und / oder Gebäudetypus. Einzeldenkmal gemäß § 3.2 NDSchG | 457002.00168     | Weitere Bilder |
| Neue Straße 2. Flurstück: 030601-006-00472/050 53° 35′ 17″ N, 6° 40′ 3″ O                                       | Wohn-/Geschäftshaus (Nordsee Apotheke)                              | Wohn-/Geschäftshaus (Nordsee Apotheke). Zweigeschossiger Eckbau aus Ziegelmauerwerk. Gliederung durch Gesimse, Ecklisenen und Ziegelziersetzungen entlang der Ortgänge. Schaufenster unter profilierten geputzten Verdachungen. Erbaut 1884. Einzeldenkmal gemäß § 3.2 NDSchG | 457002.00049     | |
| Neue Straße 7. Flurstück: 030601-005-01310/197 53° 35′ 15″ N, 6° 40′ 4″ O                                       | Wohnhaus (Logierhaus Villa Donn)                                    | Wohnhaus (Logierhaus Villa Donn). Zweigeschossiger Putzbau unter Satteldach mit mittigem Zwerchhaus mit geschweiftem Giebel. Gliederung durch Gesimse und Ecklisenen. Profilierte Fensterleibungen; zum Teil Rundbogenfenstern. Erbaut 1890/1905. Einzeldenkmal gemäß § 3.2 NDSchG | 457002.00050     | Weitere Bilder |
| Neue Straße 10. Flurstück: 030601-006-01254/040 53° 35′ 14″ N, 6° 40′ 1″ O                                      | Wohnhaus (Logierhaus)                                               | Wohnhaus (Logierhaus). Zweigeschossiger Putzbau unter Satteldach. Gliederung durch Gesimse und Ecklisenen in Scheinquaderung. Sohlbänke im Obergeschoss auf kleinen Konsolen die gleichzeitig die Brüstungsfelder rahmen. Um 1880. Bedeutung: historisch, künstlerisch, städtebaulich. Wesentliche Begründung: 4.4 Gruppe gemäß § 3.3 NDSchG; in Gruppe baulicher Anlagen: 457002Gr0009 | 457002.00051     | Weitere Bilder |
| Neue Straße 11. Flurstück: 030601-006-00761/176 53° 35′ 13″ N, 6° 40′ 1″ O                                      | Wohnhaus (Logierhaus)                                               | Wohnhaus (Logierhaus), heute Villa Harmonie. Zweigeschossiger Ziegelbau unter Satteldach. Gliederung durch geputzte Gesimse. Fenster mit profilierter Putzrahmung, in Obergeschoss unter Verdachungen; zum Teil profilierte geputzte Brüstungsfelder. Erbaut um 1895. Bedeutung: städtebaulich. Wesentliche Begründung: 4.4 Gruppe gemäß § 3.3 NDSchG; in Gruppe baulicher Anlagen: 457002Gr0009 | 457002.00052     | Weitere Bilder |
| Neue Straße 12. Flurstück: 030601-006-00531/038 53° 35′ 14″ N, 6° 40′ 0″ O                                      | Wohn-/Gasthaus (ehemalige Villa Georgs)                             | Wohn-/Gasthaus (ehemalige Villa Georgs). Zweigeschossiger Putzbau unter Satteldach. Eckbau durch Gesimse gegliedert. Fensteröffnungen durch profilierte Verdachungen und Sohlbänke zusammengefasst. Erbaut um 1880. Bedeutung: städtebaulich. Wesentliche Begründung: 4.4 Gruppe gemäß § 3.3 NDSchG; in Gruppe baulicher Anlagen: 457002Gr0009 | 457002.00053     | |
| Neue Straße 13. Flurstück: 030601-006-00529/176 53° 35′ 13″ N, 6° 40′ 0″ O                                      | Wohnhaus (Logierhaus)                                               | Wohnhaus (Logierhaus) Hiddes Hus. Zweigeschossiger Putzbau, Gliederung durch Geschossgesims, Fenster im Obergeschoss unter Verdachungen, Brüstungsfelder stuckiert. Neue Dachgauben, hölzerne Veranda durch massiven Vorbau ersetzt. Um 1895. Bedeutung: städtebaulich. Wesentliche Begründung: 4.4 Gruppe gemäß § 3.3 NDSchG; in Gruppe baulicher Anlagen: 457002Gr0009 | 457002.00054     | Weitere Bilder |
| Neue Straße 14. Flurstück: 030601-006-00532/053 53° 35′ 13″ N, 6° 40′ 0″ O                                      | Wohnhaus (Logierhaus)                                               | Wohnhaus (Logierhaus). Eingeschossiger Ziegelbau mit Drempel auf Eckgrundstück. Zur Neue Straße größerer neuerer eingeschossiger Ladenvorbau. Erbaut um 1890. Bedeutung: städtebaulich. Wesentliche Begründung: 4.4. Gruppe gemäß § 3.3 NDSchG; in Gruppe baulicher Anlagen: 457002Gr0009 | 457002.00055     | BW |
| Neue Straße 15. Flurstück: 030601-006-00176/005 53° 35′ 13″ N, 6° 40′ 0″ O                                      | Wohnhaus (Logierhaus)                                               | Wohnhaus (Logierhaus). Zweigeschossiger Ziegelbau, Straßengiebel verputzt, Gliederung durch Gesimse; straßenseitig profilierte Fensterrahmungen. Erbaut um 1890. Hölzerne Veranda durch massiven Vorbau ersetzt. Gruppe gemäß § 3.3 NDSchG; in Gruppe baulicher Anlagen: 457002Gr0009 | 457002.00056     | BW |
| Neue Straße 16. Flurstück: 030601-006-00572/053 53° 35′ 13″ N, 6° 39′ 59″ O                                     | Wohnhaus (Logierhaus)                                               | Wohnhaus (Logierhaus). Eingeschossiger Ziegelbau mit Drempel, über der Mittelachse Zwerchhaus. Gliederung durch Gesimse und Ziegelziersetzungen. Veranda verändert. Erbaut um 1890. Bedeutung: städtebaulich. Wesentliche Begründung: 4.4. Gruppe gemäß § 3.3 NDSchG; in Gruppe baulicher Anlagen: 457002Gr0009 | 457002.00057     | |
| Neue Straße 17. Flurstück: 030601-006-00174/002 53° 35′ 12″ N, 6° 39′ 59″ O                                     | Wohnhaus (Logierhaus)                                               | Wohnhaus (Logierhaus). Zweigeschossiger Putzbau mit Mittelrisalit, rechts und links des Risalits ein bzw. zweigeschossige Massivvorbauten, vermutlich ehemalige Veranden, heute Ladeneinbau. Erbaut um 1890. Bedeutung: städtebaulich. Wesentliche Begründung: 4.4. Gruppe gemäß § 3.3 NDSchG; in Gruppe baulicher Anlagen: 457002Gr0009 | 457002.00058     | BW |
| Neue Straße 18. Flurstück: 030601-006-00054/001 53° 35′ 12″ N, 6° 39′ 58″ O                                     | Wohnhaus (Logierhaus)                                               | Wohnhaus (Logierhaus). Eingeschossiger Ziegelbau mit Drempel unter Satteldach. Mittelrisalit zur Straße mit Hauseingang. Ortgänge mit Ziegelziersetzungen, Fenster unter leichten Verdachungen. Erbaut um 1890. Bedeutung: städtebaulich. Wesentliche Begründung: 4.4 Gruppe gemäß § 3.3 NDSchG; in Gruppe baulicher Anlagen: 457002Gr0009 | 457002.00059     | |
| Neue Straße 20. Flurstück: 030601-006-00065/001 53° 35′ 12″ N, 6° 39′ 58″ O                                     | Wohn-/Geschäftshaus                                                 | Wohn-/Geschäftshaus. Zweigeschossiger Ziegelbau auf Eckgrundstück. Mittelachse durch Risalit zur Neue Straße betont. Ziegelziersetzung entlang der Ortgänge. Mehrere jüngere An- und Vorbauten. Erbaut um 1890. Bedeutung: städtebaulich. Wesentliche Begründung: 4.4 Gruppe gemäß § 3.3 NDSchG; in Gruppe baulicher Anlagen: 457002Gr0009 | 457002.00060     | |
| Neue Straße 22. Flurstück: 030601-006-00070/002 53° 35′ 11″ N, 6° 39′ 58″ O                                     | Wohnhaus (Logierhaus, Haus Waterkant)                               | Wohnhaus (Logierhaus, Haus Waterkant). Zweigeschossiger Ziegelbau, Erdgeschoss verputzt in Scheinquaderung. Im Obergeschoss nur Gebäudeecken gequadert; Fenster mit geputzten, profilierten Gewänden unter korbbogigen Stürzen. Abschlussgesims. Um 1908. Bedeutung: städtebaulich. Wesentliche Begründung: 4.4 Gruppe gemäß § 3.3 NDSchG; in Gruppe baulicher Anlagen: 457002Gr0005 | 457002.00061     | Weitere Bilder |
| Neue Straße 26. Flurstück: 030601-006-01730/075 53° 35′ 10″ N, 6° 39′ 57″ O                                     | Wohnhaus (Logierhaus, ehemalige Villa Anna Marie)                   | Wohnhaus (Logierhaus, ehemalige Villa Anna Marie). Zweigeschossiger Ziegelbau unter Satteldach. Gliederung durch Gesimse. Fenster mit profilierter Putzrahmung. Originale Fenster und Haustür erhalten. Erbaut 1901, umgebaut 1910, Veranda ca. 1930/40. Bedeutung: historisch, wissenschaftlich, städtebaulich. Einzeldenkmal gemäß § 3.2 NDSchG; in Gruppe baulicher Anlagen: 457002Gr0005 | 457002.00063     | Weitere Bilder |
| Neue Straße 27. Flurstück: 030601-006-00458/142 53° 35′ 9″ N, 6° 39′ 58″ O                                      | Wohnhaus (Pensionshaus, Villa Hoffnung)                             | Wohnhaus (Pensionshaus, Villa Hoffnung). Zweigeschossiger Ziegelbau unter Satteldach, Erdgeschoss in Scheinquaderung verputzt, „Eckquaderung“ ebenfalls Putz. Fenster mit profilierter Putzrahmung. Erbaut 1891, umgebaut/erweitert 1905/1908 und 1926. Bedeutung: städtebaulich. Einzeldenkmal gemäß § 3.2 NDSchG; in Gruppe baulicher Anlagen: 457002Gr0005 | 457002.00064     | |
| Neue Straße 28. Flurstück: 030601-006-00075/002 53° 35′ 9″ N, 6° 39′ 57″ O                                      | Wohnhaus (Logierhaus)                                               | Wohnhaus (Logierhaus). Eingeschossiger, hellgestrichener Ziegelbau mit Drempel unter Satteldach. Mittelrisalit ebenfalls unter Satteldach. Gebäude gegliedert durch Ziegelziersetzungen. Um 1890, Veranda ca. 1935. Bedeutung: städtebaulich. Wesentliche Begründung: 4.4 Gruppe gemäß § 3.3 NDSchG; in Gruppe baulicher Anlagen: 457002Gr0005 | 457002.00065     | |
| Neue Straße 29. Flurstück: 030601-006-00141/001 53° 35′ 8″ N, 6° 39′ 57″ O                                      | Wohn-/Geschäftshaus (Pensionshaus)                                  | Wohn-/Geschäftshaus (Pensionshaus). Zweigeschossiger Ziegelbau, Erdgeschoss verputzt, unter Walmdach. Im Obergeschoss geputzte Gebäudeecken und geputzte Fensterrahmungen mit jugendstilartigen Ornamenten. Erbaut 1912. Bedeutung: städtebaulich. Wesentliche Begründung: 4.4 Gruppe gemäß § 3.3 NDSchG; in Gruppe baulicher Anlagen: 457002Gr0005 | 457002.00066     | |
| Neue Straße 30 Flurstück: 030601-006-00083/004 53° 35′ 7″ N, 6° 39′ 55″ O                                       | Wohnhaus (Logierhaus)                                               | Wohnhaus (Logierhaus). Villenartiges Wohnhaus. Zweigeschossiger Putzbau mit Mittelrisalit; gegliedert durch umlaufende Gesimse. Fenster mit profilierten Rahmungen und Brüstungsfeldern. Erbaut um 1890. Bedeutung: historisch, wissenschaftlich, städtebaulich. Wesentliche Begründung: 4.4 Gruppe gemäß § 3.3 NDSchG; in Gruppe baulicher Anlagen: 457002Gr0005 | 457002.00067     | |
| Neue Straße 31. Flurstück: 030601-006-00140/001 53° 35′ 8″ N, 6° 39′ 57″ O                                      | Wohn-/Geschäftshaus                                                 | Wohn-/Geschäftshaus. Zweigeschossiger Ziegelbau unter Walmdach. Gliederung durch gebänderte Rollschichten in Sturz- und Fensterbankhöhe. Im Obergeschoss ursprüngliche Fenster erhalten. Schaufenster erneuert. Erbaut ca. 1935. Bedeutung: städtebaulich. Wesentliche Begründung: 4.4 Gruppe gemäß § 3.3 NDSchG; in Gruppe baulicher Anlagen: 457002Gr0005 | 457002.00119     | |
| Neue Straße 33. Flurstück: 030601-006-00138/003 53° 35′ 7″ N, 6° 39′ 56″ O                                      | Wohn-/Geschäftshaus                                                 | Wohn-/Geschäftshaus. Zweigeschossiger Ziegelbau unter Walmdach. Gliederung durch gebänderte Rollschichten in Sturz- und Fensterbankhöhe. Im Obergeschoss ursprüngliche Fenster erhalten. Schaufenster erneuert. Erbaut ca. 1935. Bedeutung: städtebaulich. Wesentliche Begründung: 4.4 Gruppe gemäß § 3.3 NDSchG; in Gruppe baulicher Anlagen: 457002Gr0005 | 457002.00120     | |
| Neue Straße 35. Flurstück: 030601-006-00139/001 53° 35′ 7″ N, 6° 39′ 56″ O                                      | Wohn-/Geschäftshaus                                                 | Wohn-/Geschäftshaus. Eingeschossiger Ziegelbau unter Mansardwalmdach. Fenster erneuert. Eckausbildung durch schmalen Vorbau betont. Erbaut ca. 1925. Bedeutung: städtebaulich. Wesentliche Begründung: 4.4 Gruppe gemäß § 3.3 NDSchG; in Gruppe baulicher Anlagen: 457002Gr0005 | 457002.00068     | |
| Norderreihe 23. Flurstück: - 53° 35′ 29″ N, 6° 39′ 53″ O                                                        | Wohnhaus (ehemaliges Doppelhaus)                                    | Wohnhaus (ehemaliges Doppelhaus) mit: Brunnen, Vorgarten, Einfriedung; eingeschossiger traufständiger Ziegelbau unter Satteldach mit mittiger Erschließung und Veranda-Anbau (von 1904) an rechter Giebelseite. Erbaut 1895 als Doppelhaus mit Mittelflur-Erschließung. Bedeutung: historisch, wissenschaftlich. Einzeldenkmal gemäß § 3.2 NDSchG | 457002.00231M001 | |
| Ostfriesenstraße. Flurstück: 030601-001-00002/054 53° 36′ 12″ N, 6° 42′ 50″ O                                   | Denkmal (Emmich-Denkmal)                                            | Denkmal (Emmich-Denkmal). Treppenanlage aus Ziegelmauerwerk mit Gedenkstein für Otto von Emmich, der das erste auf Borkum stationierte Regiment befehligte und als General im Ersten Weltkrieg im August 1914 Lüttich eroberte. Bedeutung: historisch. Wesentliche Begründung: 1.01 geschichtliche Bedeutung im Rahmen von Ortsgeschichte. Einzeldenkmal gemäß § 3.2 NDSchG | 457002.00189     | Weitere Bilder |
| Querstraße 3. Flurstück: 030601-006-00061/001 53° 35′ 12″ N, 6° 39′ 56″ O                                       | Wohn-/Geschäftshaus                                                 | Wohn-/Geschäftshaus. Zweigeschossiger Ziegelbau unter Satteldach. Gliederung durch umlaufendes Fensterbankgesims. Mittelachse durch Risalit betont. Scheineckquaderungen. Fenster mit profiliertem Gewände. Um 1895. Einzeldenkmal gemäß § 3.2 NDSchG | 457002.00169     | |
| Randzelstraße. Flurstück: 030601-018-00005/001 53° 34′ 44″ N, 6° 40′ 14″ O                                      | Seezeichen (Quermarkfeuer)                                          | Seezeichen (Quermarkfeuer). Genietete Eisenfachwerkkonstruktion aus L-Profilen, Plattform mit darüberliegender runder Laterne und Leuchtfeuer. Feuer markiert Kursänderung für die Emseinfahrt. Erbaut um 1890, erweitert 1929. Einzeldenkmal gemäß § 3.2 NDSchG | 457002.00070     | Weitere Bilder |
| Reedestraße 54. Flurstück: 030601-007-00645/002 53° 34′ 57″ N, 6° 40′ 43″ O                                     | Wohn-/Wirtschaftsgebäude (Insulaner-Haus)                           | Wohn-/Wirtschaftsgebäude (Insulaner-Haus). Eingeschossiger Ziegelbau mit Giebelkamin, Wohnteil nachträglich verputzt. Wirtschaftsteil vermutlich mit kleinem Gulfgerüst. Wohl einzig erhaltenes, typisches Insulaner-Haus. Erbaut 1881. Einzeldenkmal gemäß § 3.2 NDSchG | 457002.00071     | |
| Reedestraße 231. Flurstück: 030601-010-00003/033 53° 34′ 4″ N, 6° 45′ 1″ O                                      | Kasernengebäude, ehemaliges (Jugendherberge)                        | Kasernengebäude, ehemaliges (Jugendherberge) mit: Raumausstattung; dreiflügeliger, eingeschossiger Ziegelbau unter Walmdächern. Eingang im Nordwesten. Innenräume mit wandfester, zeittypischer Ausstattung für ein Offiziersheim aus den 1930er-Jahren. Bedeutung: historisch, wissenschaftlich; wesentliche Begründung: 1.06 geschichtliche Bedeutung aufgrund des Zeugnis- und Schauwertes durch beispielhafte Ausprägung eines Stils und / oder Gebäudetypus; Einzeldenkmal gemäß § 3.2 NDSchG                                                                 | 457002.00127M001 | Weitere Bilder |
| Rektor-Meyer Pfad 9. Flurstück: 030601-005-00173/001 53° 35′ 12″ N, 6° 40′ 13″ O                                | Zollamt, ehemaliges                                                 | Zollamt, ehemaliges. Eingeschossiger traufständiger Massivbau unter Satteldach, erbaut 1861 durch den Königlich Preußischen Staat (Verwaltung d. indirekten Steuern). Ursprünglich Zollamtsgebäude mit Dienstwohnung und Nebenanlagen (siehe auch: Wiesenweg 4). Bedeutung: historisch, wissenschaftlich. Einzeldenkmal gemäß § 3.2 NDSchG | 457002.00239     | BW |
| Rektor-Meyer-Pfad 1.Flurstück: 030601-005-00196/001 53° 35′ 14″ N, 6° 40′ 5″ O                                  | Wohnhaus (Logierhaus)                                               | Wohnhaus (Logierhaus). Zweigeschossiger verputzter Massivbau unter Satteldach. Gliederung durch Putzgesimse. Fenster von Putzrahmungen eingefasst. Im Obergeschoss leicht profilierte Brüstungsfelder. Erbaut um 1890. Einzeldenkmal gemäß § 3.2 NDSchG | 457002.00072     | BW |
| Rektor-Meyer-Pfad 4. Flurstück: 030601-006-00936/179 53° 35′ 14″ N, 6° 40′ 5″ O                                 | Villa (Logierhaus Villa Daheim)                                     | Villa (Logierhaus Villa Daheim). Zweigeschossiger verputzter Massivbau unter Satteldach. Baukörper durch Zwerchhaus und zweigeschossigem Vorbau differenziert. Gesimse und Stuckverzierungen gliedern das Gebäude. Erbaut 1898. Einzeldenkmal gemäß § 3.2 NDSchG | 457002.00073     | |
| Rektor-Meyer-Pfad 5. Flurstück: 030601-005-00584/191 53° 35′ 14″ N, 6° 40′ 8″ O                                 | Wohnhaus (Logierhaus, Villa Cecilie)                                | Wohnhaus (Logierhaus, Villa Cecilie). Zweigeschossiger Ziegelbau unter Satteldach mit Seitenrisalit mit ursprünglich geschweiftem Zwerchgiebel. Wesentliche Zierelemente des Gebäudes fehlen heute, sollten aber rekonstruiert werden. 1905. Einzeldenkmal gemäß § 3.2 NDSchG | 457002.00074     | Weitere Bilder |
| Rektor-Meyer-Pfad 6. Flurstück: 030601-006-00184/001 53° 35′ 13″ N, 6° 40′ 9″ O                                 | Kirche, ev. ref.                                                    | Reformierte Kirche Borkum, ev. ref. Roter Backsteinbau in Anlehnung an niederländische Architekturformen und Farben. Strenge Einfachheit prägt den Kirchenbau. Architekt Baurat Otto Marsch, Charlottenburg. Errichtet 1896. Einzeldenkmal gemäß § 3.2 NDSchG |                  | Weitere Bilder |
| Rektor-Meyer-Pfad 9. Flurstück: 030601-005-00173/001 53° 35′ 12″ N, 6° 40′ 13″ O                                | Zollamt, ehemaliges                                                 | Zollamt, ehemaliges, eingeschossiger traufständiger Massivbau unter Satteldach, erbaut 1861 durch den Königlich Preußischen Staat (Verwaltung der indirekten Steuern). Ursprünglich Zollamtsgebäude mit Dienstwohnung und Nebenanlagen (siehe auch: Wiesenweg 4). Bedeutung: historisch, wissenschaftlich. Einzeldenkmal gemäß § 3.2 NDSchG | 457002.00240     | BW |
| Roelof-Gerritz-Meyer-Straße 8. Flurstück: 030601-006-00148/000 53° 35′ 16″ N, 6° 40′ 19″ O                      | Wohn-/Wirtschaftsgebäude, ehemaliges (Borkumer Heimatmuseum Dykhus) | Wohn-/Wirtschaftsgebäude, ehemaliges (Heimatmuseum) mit: Walfischkiefer; eingeschossiger Ziegelbau, Wohnteil nachträglich verputzt mit Giebelkamin und Schiebefenstern. Der Wirtschaftsteil früher mit Gulfgerüst und Viehställen. Erbaut Anfang 19. Jahrhundert. Bedeutung: historisch, wissenschaftlich. Wesentliche Begründung: 3.1 Einzeldenkmal gemäß § 3.2 NDSchG | 457002.00076M001 | Weitere Bilder |
| Schulgang 1/3. Flurstück: 030601-005-00176/003 53° 35′ 14″ N, 6° 40′ 12″ O                                      | Wohnhaus (Schule, ehemalige)                                        | Wohnhaus (Schule, ehemalige). L-förmiger Baukörper; eingeschossiger Ziegelbau unter Satteldächern. Vermutlich ehemalige Schule, später wohl Lehrerwohnung. Erbaut wohl 1863/1877. Bedeutung: historisch, wissenschaftlich. Wesentliche Begründung: 1.01 geschichtliche Bedeutung im Rahmen von Ortsgeschichte. Einzeldenkmal gemäß § 3.2 NDSchG | 457002.00179     | BW |
| Schulgang 5. Flurstück: - 53° 35′ 13″ N, 6° 40′ 12″ O                                                           | Wohnhaus (Doppelhaus [ehemalige Schule?])                           | Wohnhaus (Doppelhaus [ehemalige Schule?]) eingeschossiger Ziegelbau unter Satteldach mit zwei mittigen Eingängen. Stichbogenfenster. Vermutlich ehemalige Schule, später wohl Lehrerwohnhaus. Erbaut wohl Ende 19. Jahrhundert. Bedeutung: historisch, wissenschaftlich. Wesentliche Begründung: 1.01 geschichtliche Bedeutung im Rahmen von Ortsgeschichte. Einzeldenkmal gemäß § 3.2 NDSchG | 457002.00191     | |
| Strandstraße 2. Flurstück: 030601-005-00530/240 53° 35′ 18″ N, 6° 39′ 56″ O                                     | Hotel (Pension, Villa Scherz)                                       | Hotel (Pension, Villa Scherz). Dreigeschossiger verputzter Massivbau. Fensterachsen an den Gebäudeecken durch pilasterartige Vorlagen und stichbogiges, überhöhtes Abschlussgesims gegliedert. Reiche Stuckierungen. Um 1885. Bedeutung: historisch, wissenschaftlich, städtebaulich. Wesentliche Begründung: 1.06 geschichtliche Bedeutung aufgrund des Zeugnis- und Schauwertes durch beispielhafte Ausprägung eines Stils und / oder Gebäudetypus. Einzeldenkmal gemäß § 3.2 NDSchG; in Gruppe baulicher Anlagen: 457002Gr0010                                  | 457002.00078     | |
| Strandstraße 4. Flurstück: 030601-005-00531/241 53° 35′ 17″ N, 6° 39′ 55″ O                                     | Wohn-/Geschäftshaus (Logier-/Geschäftshaus)                         | Wohn-/Geschäftshaus (Logier-/Geschäftshaus). Zweigeschossiger Ziegelbau unter Satteldach. Im EG. große Schaufensterfront mit originalen Stützen aus Gusseisen. Mittelachse durch Zwerchhaus betont. Erbaut um 1895. Bedeutung: historisch, wissenschaftlich, städtebaulich. Wesentliche Begründung: 4.1; Gruppe gemäß § 3.3 NDSchG; in Gruppe baulicher Anlagen: 457002Gr0010 | 457002.00079     | |
| Strandstraße 6. Flurstück: 030601-005-00532/240 53° 35′ 17″ N, 6° 39′ 54″ O                                     | Wohn-/Geschäftshaus (Logier-/Geschäftshaus)                         | Wohn-/Geschäftshaus (Logier-/Geschäftshaus). Zweigeschossiger Ziegelbau unter Satteldach. Gebäude durch zweigeschossigen hölzernen Vorbau zur Straße erweitert, im Erdgeschoss Ladeneinbau, im Obergeschoss als Veranda ausgebildet. Erbaut um 1895. Bedeutung: historisch, wissenschaftlich, städtebaulich. Wesentliche Begründung: 4.1. Gruppe gemäß § 3.3 NDSchG; in Gruppe baulicher Anlagen: 457002Gr0010 | 457002.00080     | |
| Strandstraße 7. Flurstück: 030601-006-00032/009 53° 35′ 17″ N, 6° 39′ 55″ O                                     | Hotel (Pension, Haus Moevennest)                                    | Hotel (Pension, Haus Moevennest). Dreigeschossiger, sechsachsiger Ziegelbau auf Souterraingeschoss unter Satteldach. Mittelrisalit unter Zwerchhaus. Fassadengliederung durch Ecklisenen und Gesimse. Erbaut zwischen 1885 und 1890. Einzeldenkmal gemäß § 3.2 NDSchG | 457002.00081     | |
| Strandstraße 14. Flurstück: 030601-005-01159/242 53° 35′ 17″ N, 6° 39′ 51″ O                                    | Wohn-/Geschäftshaus (Logierhaus)                                    | Wohn-/Geschäftshaus (Logierhaus). Gut gegliederter, zweigeschossiger, verputzter Massivbau unter flachem Satteldach. Erdgeschoss durch Pfeiler in Scheinquaderung betont, im Obergeschoss durch Pilaster fortgeführt. Trennende Geschossgesimse. Um 1895. Bedeutung: historisch, wissenschaftlich, städtebaulich; wesentliche Begründung: 4.1. Gruppe gemäß § 3.3 NDSchG; in Gruppe baulicher Anlagen: 457002Gr0008 | 457002.00082     | Weitere Bilder |
| Strandstraße 16. Flurstück: 030601-005-01163/242 53° 35′ 17″ N, 6° 39′ 51″ O                                    | Wohn-/Geschäftshaus (Logierhaus)                                    | Wohn-/Geschäftshaus (Logierhaus). Dreigeschossiger verputzter Massivbau unter Satteldach. Fenster unter Verdachungen. Zur Straße zweigeschossiger Vorbau, im Erdgeschoss Ladeneinbau, Obergeschoss als Veranda ausgebildet. Erbaut um 1880. Bedeutung: städtebaulich. Wesentliche Begründung: 4.1 Gruppe gemäß § 3.3 NDSchG; in Gruppe baulicher Anlagen: 457002Gr0008 | 457002.00083     | |
| Strandstraße 18. Flurstück: 030601-005-00538/242 53° 35′ 18″ N, 6° 39′ 51″ O                                    | Wohn-/Geschäftshaus (Logier-/Wohnhaus)                              | Wohn-/Geschäftshaus (Logier-/Wohnhaus). Zweigeschossiger verputzter Massivbau unter flachem Satteldach. Zur Straße zweigeschossiger Vorbau, Obergeschoss als Veranda ausgebildet. Erbaut um 1885. Bedeutung: städtebaulich. Wesentliche Begründung: 4.1 Gruppe gemäß § 3.3 NDSchG; in Gruppe baulicher Anlagen: 457002Gr0008 | 457002.00084     | |
| Strandstraße 19. Flurstück: 030601-009-00206/019 53° 35′ 18″ N, 6° 39′ 47″ O                                    | Pavillon (Verkaufspavillon)                                         | Pavillon (Verkaufspavillon). Ladengruppe, eingeschossiger Putzbau mit Flachdach, Sparrenköpfe auf Knaggen. Wandflächen gegliedert durch Scheinquaderung und Risalite. Eckausbildung – gedrungener Zwiebelturmaufsatz. Ende 19. Jahrhundert. Bedeutung: Historisch, wissenschaftlich, städtebaulich. Wesentliche Begründung: 4.1 Gruppe gemäß § 3.3 NDSchG; in Gruppe baulicher Anlagen: 457002Gr0017 | 457002.00085     | |
| Strandstraße 20. Flurstück: 030601-005-00242/003 53° 35′ 18″ N, 6° 39′ 49″ O                                    | Wohn-/Geschäftshaus (Logierhaus, Haus Baldur)                       | Wohn-/Geschäftshaus (Logierhaus, Haus Baldur). Zweigeschossiger verputzter Massivbau unter Mansarddach. Zur Straße nachträglicher Vorbau. Erbaut um 1885. Bedeutung: städtebaulich. Wesentliche Begründung: 4.1 Gruppe gemäß § 3.3 NDSchG; in Gruppe baulicher Anlagen: 457002Gr0008 | 457002.00086     | Weitere Bilder |
| Strandstraße 21. Flurstück: 030601-009-00206/019 53° 35′ 18″ N, 6° 39′ 46″ O                                    | Pavillon (Verkaufspavillon)                                         | Pavillon (Verkaufspavillon) Ladengruppe, eingeschossiger Putzbau mit Flachdach, Sparrenköpfe auf Knaggen. Wandflächen gegliedert durch Scheinquaderung und Risalite. Eckausbildung – gedrungener Zwiebelturmaufsatz. Ende 19. Jahrhundert. Bedeutung: historisch, wissenschaftlich, städtebaulich. Wesentliche Begründung: 4.1 Gruppe gemäß § 3.3 NDSchG; in Gruppe baulicher Anlagen: 457002Gr0017 | 457002.00087     | |
| Strandstraße 22. Flurstück: 030601-005-00244/002 53° 35′ 18″ N, 6° 39′ 49″ O                                    | Wohn-/Geschäftshaus (Logierhaus, Haus Lorentz)                      | Wohn-/Geschäftshaus (Logierhaus, Haus Lorentz). Zweigeschossiger, verputzter Massivbau unter Satteldach. Fenster von profilierten Putzgewände gerahmt. Erbaut um 1880. Vorbau wohl aus den 1930er Jahren, heute stark vereinfacht. Bedeutung: städtebaulich. Wesentliche Begründung: 4.1 Gruppe gemäß § 3.3 NDSchG; in Gruppe baulicher Anlagen: 457002Gr0008 | 457002.00088     | |
| Strandstraße 23. Flurstück: 030601-009-00206/019 53° 35′ 17″ N, 6° 39′ 45″ O                                    | Pavillon (Verkaufspavillon)                                         | Pavillon (Verkaufspavillon). Ladengruppe, eingeschossiger Putzbau mit Flachdach, Sparrenköpfe auf Knaggen. Wandflächen gegliedert durch Scheinquaderung und Risalite. Eckausbildung – gedrungener Zwiebelturmaufsatz. Ende 19. Jahrhundert. Bedeutung: historisch, wissenschaftlich, städtebaulich; wesentliche Begründung: 4.1. Gruppe gemäß § 3.3 NDSchG; in Gruppe baulicher Anlagen: 457002Gr0017 | 457002.00089     | |
| Strandstraße 25. Flurstück: 030601-009-00206/019 53° 35′ 17″ N, 6° 39′ 45″ O                                    | Pavillon (Verkaufspavillon)                                         | Pavillon (Verkaufspavillon). Ladengruppe, eingeschossiger Putzbau mit Flachdach, Sparrenköpfe auf Knaggen. Wandflächen gegliedert durch Scheinquaderung und Risalite. Eckausbildung – gedrungener Zwiebelturmaufsatz. Ende 19. Jahrhundert. Bedeutung: historisch, wissenschaftlich, städtebaulich wesentliche Begründung: 4.1. Gruppe gemäß § 3.3 NDSchG; in Gruppe baulicher Anlagen: 457002Gr0017 | 457002.00090     | |
| Strandstraße 24. (lt. Denkmalliste Strandstraße 26) Flurstück: 030601-009-00003/015 53° 35′ 19″ N, 6° 39′ 47″ O | Wohnhaus (Haus Kok)                                                 | Wohnhaus (Haus Kok) Gebäude errichtet aus dunkelroten Backsteinen für den Badearzt Dr. Kok. Architekt Ferdinand Eichwede. Erbaut um 1910. Siehe Artikel in der Bauwelt Heft 2, 1911. Einzeldenkmal gemäß § 3.2 NDSchG | 457002.00091     | |
| Strandstraße 27. Flurstück: 030601-009/00206/019 53° 35′ 17″ N, 6° 39′ 45″ O                                    | Pavillon (Verkaufspavillon)                                         | Pavillon (Verkaufspavillon). Ladengruppe, eingeschossiger Putzbau mit Flachdach, Sparrenköpfe auf Knaggen. Wandflächen gegliedert durch Scheinquaderung und Risalite. Eckausbildung – gedrungener Zwiebelturmaufsatz. Ende 19. Jahrhundert. Bedeutung: historisch, wissenschaftlich, städtebaulich. Wesentliche Begründung: 4.1 Gruppe gemäß § 3.3 NDSchG; in Gruppe baulicher Anlagen: 457002Gr0017. | 457002.00092     | |
| Strandstraße 44. Flurstück: 030601-009-00003/071 53° 35′ 21″ N, 6° 39′ 32″ O                                    | Hotel                                                               | Hotel. Denkmalwürdiger Gebäudeabschnitt, ehemalige Hotelanlage; an der Jann-Berghaus-Str. hinter dem neuen, hohen „Verandavorbau“. NDK-Objekt (1979) bereits 1980 abgebrochen und durch Neubau ersetzt! Bedeutung: städtebaulich. Gruppe gemäß § 3.3 NDSchG; in Gruppe baulicher Anlagen: 457002Gr0004 | 457002.00093     | BW |
| Strandstraße 44. Flurstück: 000000-009-00003/072 53° 35′ 21″ N, 6° 39′ 31″ O                                    | Krankenhaus (Bestandteil)                                           | Krankenhaus (Bestandteil). Ursprünglich Bauteil (Veranda) der Hotelanlage Strandstraße 44; NDK-Objekt von 1979 bereits 1980 abgebrochen und durch Neubau ersetzt (siehe auch: Jann-Berghaus-Straße 43). Gruppe gemäß § 3.3 NDSchG; in Gruppe baulicher Anlagen: 457002Gr0004 | 457002.00255     | BW |
| Süderpfad 1. Flurstück: 030601-006-00132/002 53° 35′ 8″ N, 6° 40′ 0″ O                                          | Einfriedung (Rieme)                                                 | Einfriedung (Rieme). Ziegelmauer mit angeschüttetem kleinen, niedrigen Wall zum Grundstück. Einzeldenkmal gemäß § 3.2 NDSchG | 457002.00121     | |
| Süderstraße 10. Flurstück: 030601-006-01570/110 53° 35′ 6″ N, 6° 39′ 59″ O                                      | Wohnhaus                                                            | Wohnhaus. Zweigeschossiger Ziegelbau unter Flachdach. Gliederung durch Geschoss- und Abschlussgesims. Mittelachse unter kleiner Übergiebelung mit wappentragenden Löwen. Erbaut um 1910. Bedeutung: historisch, wissenschaftlich, städtebaulich. Wesentliche Begründung: 4.4. Gruppe gemäß § 3.3 NDSchG; in Gruppe baulicher Anlagen: 457002Gr0011 | 457002.00095     | |
| Süderstraße 12Flurstück: 030601-006-01191/110 53° 35′ 6″ N, 6° 39′ 59″ O                                        | Wohnhaus                                                            | Wohnhaus. Zweigeschossiger Ziegelbau unter Flachdach. Gliederung durch Geschoss- und Abschlussgesims. Erbaut um 1910. Zur Straße neuerer Verandavorbau. Bedeutung: historisch, wissenschaftlich, städtebaulich. Wesentliche Begründung: 4.04 städtebauliche Bedeutung von prägendem Einfluss als Element des räumlichen Gefüges einer Straße. Einzeldenkmal gemäß § 3.2 NDSchG; in Gruppe baulicher Anlagen: 457002Gr0011 | 457002.00096     | |
| Süderstraße 14. Flurstück: 030601-006-01168/110 53° 35′ 6″ N, 6° 40′ 0″ O                                       | Wohnhaus                                                            | Wohnhaus. Zweigeschossiger Ziegelbau unter Flachdach. Gliederung durch Geschoss- und Abschlussgesims, über der Mittelachse überhöht. Obergeschoss-Fenster zur Straße mit Putzrahmung. Im Erdgeschoss Ladeneinbau. Erbaut 1910. Bedeutung: historisch, wissenschaftlich, städtebaulich. Wesentliche Begründung: 4.4 Gruppe gemäß § 3.3 NDSchG; in Gruppe baulicher Anlagen: 457002Gr0011 | 457002.00097     | |
| Süderstraße 17. Flurstück: 030601-006-00138/003 53° 35′ 6″ N, 6° 40′ 3″ O                                       | Einfriedung (Rieme)                                                 | Einfriedung (Rieme). Ziegelmauer mit angeschüttetem kleinen, niedrigem Wall zum Grundstück. Bedeutung: historisch, städtebaulich; wesentliche Begründung: 4.1 Gruppe gemäß § 3.3 NDSchG; in Gruppe baulicher Anlagen: 457002Gr0012 | 457002.00122     | |
| Süderstraße 19. Flurstück: 030601-006-00125/008 53° 35′ 5″ N, 6° 40′ 4″ O                                       | Einfriedung (Rieme)                                                 | Einfriedung (Rieme). Ziegelmauer mit angeschüttetem kleinen, niedrigem Wall zum Grundstück. Bedeutung: Historisch, städtebaulich. Wesentliche Begründung: 4.1 Gruppe gemäß § 3.3 NDSchG; in Gruppe baulicher Anlagen: 457002Gr0012 | 457002.00183     | BW |
| Süderstraße 21. Flurstück: 030601-006-00125/002 53° 35′ 5″ N, 6° 40′ 5″ O                                       | Wohnhaus                                                            | Wohnhaus. Eingeschossiger Ziegelbau unter Satteldach auf Eckgrundstück vom Straßenraum zurückgesetzt. Gliederung durch Ecklisenen und Ziegelziersetzungen entlang der Ortgänge. Erbaut Ende 19. Jahrhundert. Bedeutung: historisch, wissenschaftlich, städtebaulich. Gruppe gemäß § 3.3 NDSchG; in Gruppe baulicher Anlagen: 457002Gr0012 | 457002.00098     | BW |
| Süderstraße 23. Flurstück: 030601-016-00061/002 53° 35′ 5″ N, 6° 40′ 7″ O                                       | Wohnhaus (Logierhaus Drost)                                         | Wohnhaus (Logierhaus Drost). Eingeschossiger Ziegelbau unter Satteldach mit kl. Mittelrisalit ebenfalls unter Satteldach. Gliederung durch umlaufendes Geschossgesims. Fenster mit Putzrahmung. Erbaut 1900/1905. Bedeutung: historisch, städtebaulich. Wesentliche Begründung: 4.1 Gruppe gemäß § 3.3 NDSchG; in Gruppe baulicher Anlagen: 457002Gr0012 | 457002.00099     | |
| Süderstraße 24. Flurstück: 030601-006-00123/002 53° 35′ 4″ N, 6° 40′ 5″ O                                       | Einfriedung (Rieme)                                                 | Einfriedung (Rieme). Ziegelmauer mit angeschüttetem kleinen, niedrigem Wall zum Grundstück. Gruppe gemäß § 3.3 NDSchG | 457002.00118     | |
| Süderstraße 26. Flurstück: 030601-006-00122/002 53° 35′ 4″ N, 6° 40′ 6″ O                                       | Wohnhaus (Logierhaus)                                               | Wohnhaus (Logierhaus) mit: Einfriedung; eingeschossiger Ziegelbau unter Satteldach. Gebäude mit Ziegelzier entlang der Ortgänge. Im Flur erhaltenswerte Malereien. Erbaut ca. 1887. Im Osten jüngerer Verandaanbau. Bedeutung: historisch, wissenschaftlich, städtebaulich. Wesentliche Begründung: 4.1 Einzeldenkmal gemäß § 3.2 NDSchG; in Gruppe baulicher Anlagen: 457002Gr0012 | 457002.00100M001 | |
| Süderstraße 32. Flurstück: 030601-006-01262/118 53° 35′ 3″ N, 6° 40′ 7″ O                                       | Wohnhaus                                                            | Wohnhaus. Eingeschossiger giebelständiger Backsteinbau unter Satteldach mit Erschließung an linker Traufseite. Repräsentativer Straßengiebel mit Putzdekor und -rahmungen, Fenster original. Erbaut 1913. Einzeldenkmal gemäß § 3.2 NDSchG | 457002.00244     | |
| Süderstraße 53. Flurstück: 030601-009-00106/028 53° 34′ 56″ N, 6° 40′ 8″ O                                      | Wohnhaus (ehemaliges Kinderheim Achilleion)                         | Wohnhaus (ehemaliges Kinderheim Achilleion) mit: Baumbestand, Umfassungsmauer; 1,2 Hektar großes, zum Teil mit Bäumen bestandenes Grundstück von ca. 370 m langer Mauer eingefriedigt. Wohngebäude mit Veranda an der Grundstücksnordseite. Erbaut um 1880 von A. Freiherr von Exterde. Bedeutung: Historisch, wissenschaftlich, städtebaulich. Wesentliche Begründung: 1.01 geschichtliche Bedeutung im Rahmen von Ortsgeschichte. Einzeldenkmal gemäß § 3.2 NDSchG                                                                                               | 457002.00101M001 | BW |
| Süderstraße 79. Flurstück: 030601-009-00028/169 53° 34′ 46″ N, 6° 40′ 0″ O                                      | Wohnhaus (Leuchtturmwärterhaus)                                     | Wohnhaus (Leuchtturmwärterhaus) mit: Stallgebäude; zweigeschossiger Ziegelbau unter Walmdach, eingeschossiger Anbau unter Satteldach. Schlichte, qualitätvolle Architektur. Erbaut um 1890. Kleines Stallgebäude in Fachwerk mit Ziegelausfachung. Bedeutung: historisch, wissenschaftlich. Wesentliche Begründung: 1.06 geschichtliche Bedeutung aufgrund des Zeugnis- und Schauwertes durch beispielhafte Ausprägung eines Stils und / oder Gebäudetypus Konstituierender Bestandteil einer Gruppe gemäß § 3.3 NDSchG; in Gruppe baulicher Anlagen: 457002Gr0018 | 457002.00181M001 | BW |
| Süderstraße 83. Flurstück: 030601-009-00028/186 53° 34′ 45″ N, 6° 40′ 1″ O                                      | Maschinenhaus                                                       | Maschinenhaus eingeschossiger Ziegelbau unter Satteldach, schlichte Ziegelziersetzung. Ausstattung urspl. mit Dampfmaschine zur Stromerzeugung für den Leuchtturm, alter Dieselmotor erhalten, historische Schalttafel erhalten. Erbaut um 1890. Bedeutung: historisch, wissenschaftlich. Wesentliche Begründung: 1.11 geschichtliche Bedeutung aufgrund des Zeugnis- und Schauwertes für Wirtschafts- und Technikgeschichte. Gruppe gemäß § 3 Abs. 3 NDSchG; in Gruppe baulicher Anlagen: 457002Gr0018                                                            | 457002.00180     | BW |
| Viktoriastraße 2. Flurstück: 030601-009-00314/003 53° 35′ 22″ N, 6° 39′ 41″ O                                   | Hotel (Seehotel Upstalsboom)                                        | Hotel (Seehotel Upstalsboom). Viergeschossiger, verputzter Massivbau auf Eckgrundstück. Ecke durch polygonalen Vorbau, Flügel durch Seitenrisalite betont. Aufwendiges Abschlussgesims und Stuckverzierungen. Erbaut um 1905. Bedeutung: historisch, wissenschaftlich, städtebaulich. Wesentliche Begründung: 1.06 geschichtliche Bedeutung aufgrund des Zeugnis- und Schauwertes durch beispielhafte Ausprägung eines Stils und / oder Gebäudetypus. Einzeldenkmal gemäß § 3 Abs. 2 NDSchG; in Gruppe baulicher Anlagen: 457002Gr0004                             | 457002.00103     | Weitere Bilder |
| Viktoriastraße 12. Flurstück: 030601-009-00807/003 53° 35′ 24″ N, 6° 39′ 35″ O                                  | Hotel (Pensionshaus Villa Catarina [CVJM])                          | Hotel (Pensionshaus Villa Catarina [CVJM]). Dreigeschossiger, verputzter Massivbau auf hohem Sockelgeschoss. Gliederung durch Gesimse und Seitenrisalite. Erdgeschoss mit waagerechtem Fugenschnitt. Im 1. Obergeschoss Fenster unter Verdachungen. Erbaut um 1895. Bedeutung: Historisch, wissenschaftlich, städtebaulich. Wesentliche Begründung: 4.01 städtebauliche Bedeutung von prägendem Einfluss auf das Straßenbild. Einzeldenkmal gemäß § 3 Abs. 2 NDSchG; in Gruppe baulicher Anlagen: 457002Gr0004                                                     | 457002.00104     | |
| Viktoriastraße (linker Hausteil) 14. Flurstück: 030601-009-00368/003 53° 35′ 25″ N, 6° 39′ 34″ O                | Hotel (Strandvilla Viktoria, ehemalige [CVJM])                      | Hotel (Strandvilla Viktoria, ehemalige [CVJM]). Viergeschossiger Massivbau, Straßenfassade verputzt. Gliederung durch Eckrisalite und Traufgesims mit Konsolen, sowie Geschossgesimse. Mittelachsen unter Giebelaufsatz. Stuckverzierungen. Um 1900. Bedeutung: Historisch, wissenschaftlich, städtebaulich. Konstituierender Bestandteil einer Gruppe gemäß § 3 Abs. 3 NDSchG; in Gruppe baulicher Anlagen: 457002Gr0004 | 457002.00040     | Weitere Bilder |
| Viktoriastraße (rechter Hausteil) 14. Flurstück: 030601-009-00806/003 53° 35′ 24″ N, 6° 39′ 34″ O               | Hotel (Strandhotel Viktoria, ehemaliges [CVJM])                     | Hotel (Strandhotel Viktoria, ehemaliges [CVJM]). Harmonisch gegliederter, viergeschossiger Putzbau auf Eckgrundstück, der eindrucksvoll die Seeseite des Ortes mitprägt. „Eckerker“ wohl als Verbindung zum linken Hausteil. 1890/1895 (mit Veranda?) erbaut. Bedeutung: historisch, wissenschaftlich, städtebaulich. Konstituierender Bestandteil einer Gruppe gemäß § 3 Abs. 3 NDSchG; in Gruppe baulicher Anlagen: 457002Gr0004 | 457002.00105     | |
| Westerstraße 8. Flurstück: 030601-006-00954/018 53° 35′ 14″ N, 6° 39′ 54″ O                                     | Wohnhaus (Logierhaus)                                               | Wohnhaus (Logierhaus). Zweigeschossiger Ziegelbau unter Satteldach. Gebäude auf Eckgrundstück. Fenster von Putzgewände gerahmt, im Obergeschoss zusätzlich unter Verdachungen. Erbaut um 1895. Einzeldenkmal gemäß § 3 Abs. 2 NDSchG | 457002.00107     | Weitere Bilder |
| Westerstraße 14. Flurstück: 030601-006-01646/017 53° 35′ 12″ N, 6° 39′ 52″ O                                    | Wohnhaus (Logierhaus)                                               | Wohnhaus (Logierhaus) mit: Anbau; eingeschossiger Ziegelbau mit Drempel unter Satteldach. Eingang im Mittelrisalit unter Zwerchhaus. Gliederung durch Ziegelziersetzungen an den Ortgängen. Rückwärtig Anbau. Erbaut um 1885. Bedeutung: historisch, wissenschaftlich. Wesentliche Begründung: 1.06 geschichtliche Bedeutung aufgrund des Zeugnis- und Schauwertes durch beispielhafte Ausprägung eines Stils und / oder Gebäudetypus. Einzeldenkmal gemäß § 3.2 NDSchG                                                                                            | 457002.00108M001 | Weitere Bilder |
| Wiesenweg 1. Flurstück: 030601-006-00387/008 53° 35′ 12″ N, 6° 40′ 16″ O                                        | Wohnhaus (Fischerhaus, ehemaliges Haus Teerling)                    | Wohnhaus (Fischerhaus, ehemaliges [Haus Teerling]). Eingeschossiger Ziegelbau unter Satteldach am Wohnteil mit Giebelschornstein. Ehemaliger Wirtschaftsteil mit seitl. Kübbungen, wohl erst später zu Wohnzwecken ausgebaut. Erbaut im Kern 1660. Einzeldenkmal gemäß § 3.2 NDSchG | 457002.00109     | |
| Wiesenweg 4. Flurstück: 030601-005-00173/001 53° 35′ 12″ N, 6° 40′ 14″ O                                        | Zollamt, ehemaliges                                                 | Zollamt, ehemaliges. Eingeschossiger traufständiger Massivbau unter Satteldach, erbaut 1861 durch den Königlich Preußischen Staat (Verwaltung d. indirekten Steuern). Ursprünglich Zollamtsgebäude mit Dienstwohnung und Nebenanlagen (siehe auch: Rektor-Meyer Pfad 9). Bedeutung: Historisch, wissenschaftlich. Einzeldenkmal gemäß § 3.2 NDSchG | 457002.00239     | |
| Wiesenweg 4 Flurstück: 030601-005-00173/001 53° 35′ 12″ N, 6° 40′ 14″ O                                         | Zollamt, ehemaliges                                                 | Zollamt, ehemaliges, eingeschossiger traufständiger Massivbau unter Satteldach, erbaut 1861 durch den Königlich Preußischen Staat (Verwaltung d. indirekten Steuern). Ursprünglich Zollamtsgebäude mit Dienstwohnung und Nebenanlagen (siehe auch: Rektor-Meyer-Pfad 9). Bedeutung: Historisch, wissenschaftlich. Einzeldenkmal gemäß § 3.2 NDSchG | 457002.00240     | BW |
| Wilhelm-Bakker-Straße 2. Flurstück: 030601-005-01237/208 53° 35′ 16″ N, 6° 40′ 12″ O                            | Hotel (Dorfhotel, ehemaliges)                                       | Hotel (Dorfhotel, ehemaliges). Mehrgliedriger Gebäudekomplex aus Ziegelsichtmauerwerk unter Satteldächern. Zwei- bis dreigeschossiger Baukörper zum Teil durch Lisenen und Gesimse gliedert. Erbaut zwischen 1858 und 1895. Bedeutung: städtebaulich. Wesentliche Begründung: 4.1 Konstituierender Bestandteil einer Gruppe gemäß § 3.3 NDSchG; in Gruppe baulicher Anlagen: 457002Gr0013 | 457002.00110     | |
| Wilhelm-Bakker-Straße 3. Flurstück: 030601-005-00182/001 53° 35′ 14″ N, 6° 40′ 10″ O                            | Schule                                                              | Schule. Zweigeschossiger Ziegelbau unter Satteldach, Eingang unter Ziegelportikus. Gliederung durch gestufte Fenstergewände und Brüstungen. Erbaut ca. 1895. Mehrmals erweitert. Bedeutung: historisch, wissenschaftlich. Wesentliche Begründung: 1.06 geschichtliche Bedeutung aufgrund des Zeugnis- und Schauwertes durch beispielhafte Ausprägung eines Stils und / oder Gebäudetypus. Einzeldenkmal gemäß § 3.2 NDSchG | 457002.00167     | |
| Wilhelm-Bakker-Straße 4. Flurstück: 030601-005-00208/004 53° 35′ 16″ N, 6° 40′ 10″ O                            | Hotel (Dorfhotel, ehemaliges)                                       | Hotel (Dorfhotel, ehemaliges). Mehrgliedriger Gebäudekomplex aus Ziegelsichtmauerwerk unter Satteldächern. Zweigeschossiger Baukörper durch Lisenen gegliedert. Eingeschossiger Saalanbau, innen mit Stuckdecke. Erbaut um 1881. Bedeutung: historisch, wissenschaftlich, städtebaulich. Wesentliche Begründung: 4.1 Konstituierender Bestandteil einer Gruppe gemäß § 3.3 NDSchG; in Gruppe baulicher Anlagen: 457002Gr0013 | 457002.00111     | Weitere Bilder |
| Wilhelm-Bakker-Straße 5. Flurstück: 030601-005-00192/001 53° 35′ 16″ N, 6° 40′ 9″ O                             | Einfriedung (Pfarrhaus, ev.-ref.)                                   | Einfriedung (Pfarrhaus, ev.-ref.). Das Grundstück wird eindrucksvoll von aneinandergereihten Walfischkinnladen eingefriedigt. Walfischkinnladen wohl aus der Zeit 1715–1782. Borkumer Fischer zum Teil als Walfänger tätig. Bedeutung: historisch, städtebaulich. Einzeldenkmal gemäß § 3.2 NDSchG | 457002.00112     | Weitere Bilder |
| Wilhelm-Bakker-Straße 10. Flurstück: 030601-005-00203/001 53° 35′ 17″ N, 6° 40′ 8″ O                            | Villa (Logierhaus, Haus Bakker)                                     | Villa (Logierhaus, Haus Bakker) mit: Einfriedung; zweigeschossiger Ziegelbau, Schaufassaden verputzt, seitlich mit Eingangstrakt beide Gebäudeteile unter Mansarddächern. Giebel mit zweigeschossigem Fenstererkern. Sockelzone rustiziert. Um 1908. Bedeutung: historisch, wissenschaftlich. Wesentliche Begründung: 1.06 geschichtliche Bedeutung aufgrund des Zeugnis- und Schauwertes durch beispielhafte Ausprägung eines Stils und / oder Gebäudetypus. Einzeldenkmal gemäß § 3.2 NDSchG                                                                     | 457002.00113M001 | |
| Wilhelm-Bakker-Straße 24. Flurstück: 030601-005-00620/227 53° 35′ 18″ N, 6° 40′ 1″ O                            | Wohnhaus (Logierhaus, Villa Constance)                              | Wohnhaus (Logierhaus, Villa Constance). Zweigeschossiger Ziegelbau straßenseitig verputzt unter Mansarddach. Fenster mit profilierter Putzrahmung und unter Verdachungen. Über den Verdachungen Stuckgirlande. Um 1895. Veranda erneuert. Bedeutung: städtebaulich. Wesentliche Begründung: 4.1. Konstituierender Bestandteil einer Gruppe gemäß § 3.3 NDSchG; in Gruppe baulicher Anlagen: 457002Gr0014 | 457002.00114     | |
| Wilhelm-Bakker-Straße 26. Flurstück: 030601-005-00621/232 53° 35′ 18″ N, 6° 40′ 0″ O                            | Wohnhaus (Logierhaus, Kurpension Konkordia)                         | Wohnhaus (Logierhaus, Kurpension Konkordia). Zweigeschossiger Ziegelbau mit dreigeschossigem Quertrakt, Straßenfassade verputzt. Gliederung durch Gesimse und Scheineckquaderungen. Fenster unter Verdachungen. Erbaut um 1890. Veranda erhalten. Bedeutung: Historisch, wissenschaftlich, städtebaulich. Wesentliche Begründung: 4.1 Einzeldenkmal gemäß § 3.2 NDSchG; in Gruppe baulicher Anlagen: 457002Gr0014 | 457002.00115     | BW |
| Wilhelm-Bakker-Straße 28. Flurstück: 030601-005-00501/233 53° 35′ 18″ N, 6° 39′ 59″ O                           | Wohnhaus (Logierhaus, Pension Zoppot)                               | Wohnhaus (Logierhaus, Pension Zoppot). Zweigeschossiger verputzter Massivbau unter Satteldach, über der Mittelachse kl. Zwerchhaus. Gliederung durch Gesimse. Fenster unter Verdachungen. Erbaut um 1890. Bedeutung: städtebaulich. Wesentliche Begründung: 4.1 Konstituierender Bestandteil einer Gruppe gemäß § 3.3 NDSchG; in Gruppe baulicher Anlagen: 457002Gr0014 | 457002.00116     | |
| Wilhelm-Bakker-Straße 30. Flurstück: 030601-005-00683/234 53° 35′ 18″ N, 6° 39′ 58″ O                           | Wohnhaus (Logierhaus)                                               | Wohnhaus (Logierhaus). Zweigeschossiger traufständiger Ziegelbau unter Satteldach mit Ziegelziersetzungen an den Ortgängen. Fenster erneuert. Erbaut um 1895. Bedeutung: städtebaulich. Wesentliche Begründung: 4.1 Konstituierender Bestandteil einer Gruppe gemäß § 3.3 NDSchG; in Gruppe baulicher Anlagen: 457002Gr0014 | 457002.00117     | |
| Zum Neuen Leuchtturm. Flurstück: 030601-009-00059/003 009-00003/188 53° 35′ 19″ N, 6° 39′ 44″ O                 | Leuchtturm (Neuer Leuchtturm)                                       | Leuchtturm (Neuer Leuchtturm) mit: Grundstück, Einfriedung; Über kreisförmigen Grundriss errichteter 63 m hoher Ziegelbau mit qualitätvoller Ziegelziersetzung im Sockel und Turmkopf. Leuchtkörper (Laterne) im Äußeren erhalten. Erbaut 1879. Bedeutung: Historisch, städtebaulich. Wesentliche Begründung: 1.11 geschichtliche Bedeutung aufgrund des Zeugnis- und Schauwertes für Wirtschafts- und Technikgeschichte. Einzeldenkmal gemäß § 3.2 NDSchG | 457002.00077M001 | Weitere Bilder |